# Mürwik
Mürwik (dänisch: Mørvig, plattdeutsch: Mörwig) ist ein Stadtteil von Flensburg, der sich im Nordosten der Stadt an der Flensburger Förde befindet und zur Region Angeln gezählt wird. Das ursprüngliche Mürwik war nur ein kleiner Wohnplatz an der Mürwiker Bucht, der sich zum Marinestützpunkt entwickelte. Mürwik ist noch heutzutage als Militärstadtteil Flensburgs bekannt.
Häufig wird der gesamte Flensburger Nordosten einschließlich Twedter Holz und Twedter Feld und weiten Teilen der bis 1910 selbstständigen Gemeinden Twedt sowie Fruerlund als Mürwik bezeichnet. Durch das gesamte Gebiet führen die Fördestraße und die Mürwiker Straße. Die Administration weist Fruerlund, wo sich der Volkspark mit dem Mürwiker Wasserturm befindet, als gesonderten Stadtteil aus. Auch ohne Fruerlund gilt Mürwik als größter Flensburger Stadtteil.

## Geographie

### Stadtbezirke und Gebiete Mürwiks
Mürwik besteht heute aus den fünf Stadtbezirken Stützpunkt Flensburg-Mürwik, Osbek, Wasserloos, Friedheim und Solitüde. Neben diesen Bezirken gibt es noch weitere Gebiete wie Sonwik, Fahrensodde, Twedter Holz, Waldeshöh oder der ehemalige Mittelpunkt von Mürwik namens Klosterholz, welche jedoch keine Stadtbezirke darstellen, sondern innerhalb dieser liegen.
Des Weiteren besitzt Mürwik einige sehr natürlich erhaltene, unbebaute Gebiete, beispielsweise das Naturschutzgebiet Twedter Feld oder den kleinen Sonwiker Fördewald. Im Gebiet Blocksberg wird noch Landwirtschaft betrieben. Die Waldsiedlung Tremmerup liegt inmitten des Tremmeruper Waldgebietes. Im Landschaftsschutzgebiet Solitüde liegen zudem Twedter Mark und die einzige „Schlucht“ Mürwiks, die Cäcilienschlucht. Zum Stadtteil Mürwik gehört heute auch das alte Dorf Engelsby, am Rande des Osbektals, das dem benachbarten Stadtteil Engelsby seinen Namen gab.

### Höhenlagen
Die höchste Erhebung des Stadtteils soll mit einer Höhe von ungefähr 55 m ü. NHN der Berg beim Eichenkratt sein (Lage).
Der Bunkerberg, der hinter dem Schleswig-Holsteinischen Zeitungsverlag zum Kraftfahrt-Bundesamt hin liegt, scheint besonders hoch zu sein. Er ist jedoch niedriger als der „Berg beim Eichenkrat“, da er unterhalb des Twedter Placks liegt. Der Bunkerberg (Lage) besteht zu einem großen Teil aus einem gesprengten Truppenmannschaftsbunker, über dem Erde aufgeschüttet wurde und wo Überwucherungen und Bäume hinzu kamen.
Außerdem existierten in Mürwik weitere Anhöhen, deren Name jeweils auch eine Straße bezeichnen, beispielsweise der Twedter Berg sowie der Marrensberg.

## Geschichte

### Anfänge Mürwiks

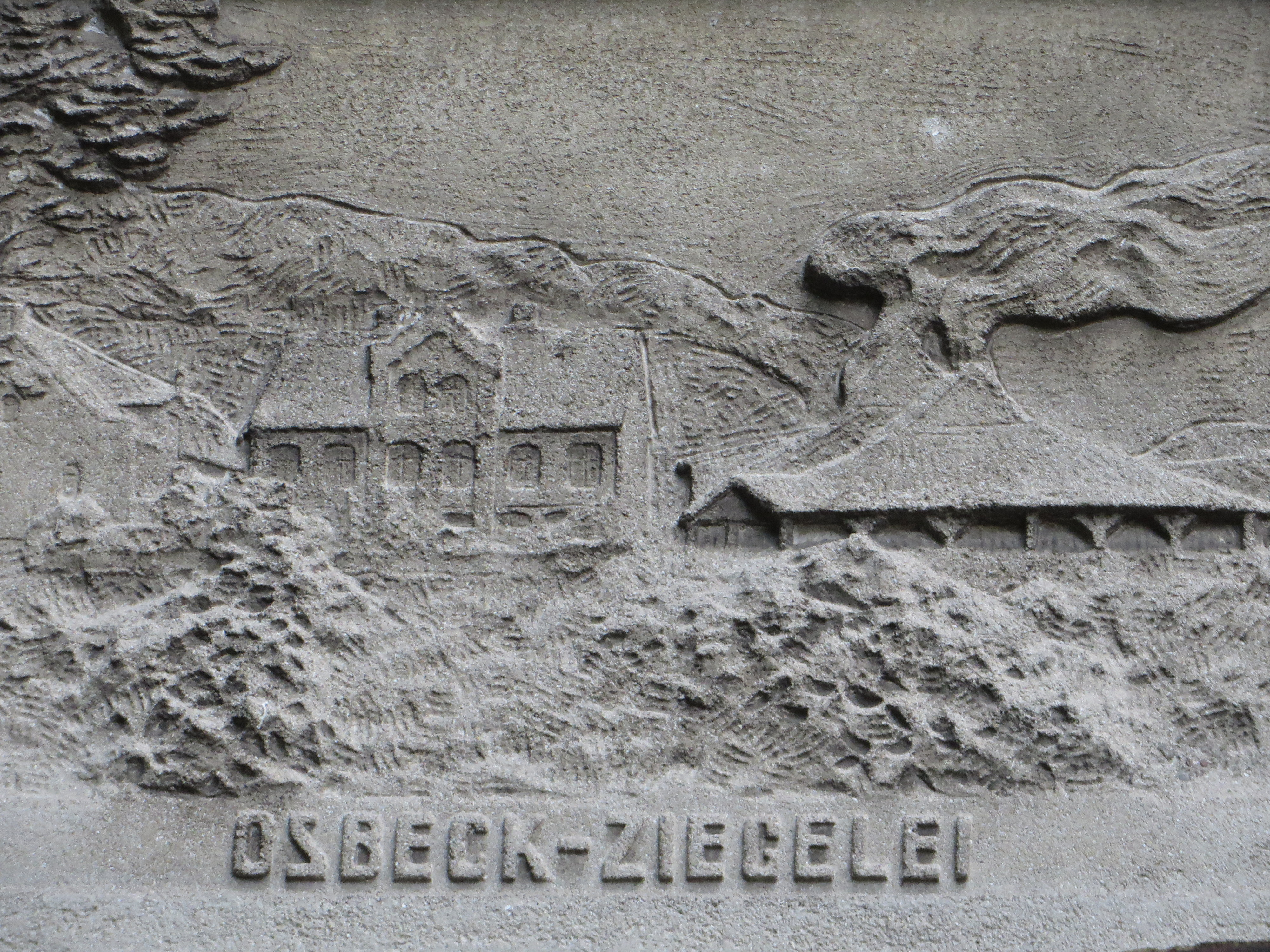
Die Mürwiker Ziegelei auf einem Relief bei der Kaiserlichen Post

Der Name Mürwik bedeutet entweder „morastige Buchte“ beziehungsweise „Moorige Bucht“ oder vielleicht „Mühlen-Bucht“. Im Erdbuch von 1436 wurde die Gegend bei der Bucht offenbar noch „Mürholm“ genannt. Im 17. Jahrhundert entstand die bauliche Keimzelle Mürwiks, ein an der besagten Bucht gelegener kleiner Hof, der mit einer Ziegelei verbunden war, der auch Osbek-Ziegelhof oder Mürwiker Ziegelhof genannt wurde. Im Jahr 1641 sollen dieser Hof und die zugehörige Ziegelei von Johan Cornelissen gegründet worden sein. Im selben Jahr soll auch der Gründerstein des Mürwiker Parks aufgestellt worden sein, der heute in seinem Nachfolgepark dem Volkspark steht. Erstmals explizit erwähnt wurde Mürwik im Schuld- und Pfandprotokoll des Amtes Flensburg im Jahr 1734. Es gehörte damals zur Gemarkung von Fruerlund sowie zum Kirchspiel Adelby. Im Jahr 1841 hielt der Heimatforscher Hans Nicolai Andreas Jensen schriftlich fest, dass die Viertelhufe Mürwik damals auf Flensburger Hospitalgrund lag.
Nicht weit entfernt vom Mürwiker Ziegelhof befand sich eine weitere Ziegelei im Bereich des heutigen Fruerlunds, die Fruerlunder Ziegelei genannt wurde. Die Mürwiker Ziegelei mit dem erwähnten kleinen Hof lag ungefähr oberhalb Sonwiks, bei der Ziegeleistraße, die zum Gedenken an den Mürwiker Ziegelhof entsprechend benannt wurde. Der kleine Hof der offenbar zumindest später aus mehreren Katen bestand, existierte noch im 19. Jahrhundert. In den 1870er Jahren entwickelte sich das günstig gelegene Mürwik zunächst zu einem Ausflugsort mit Badestrand, dem Mürwiker Park und zwei Hotels. In der Kaiserzeit gehörte es zur Landgemeinde Fruerlund. Auf einer Karte, die im Rahmen einer Königlich preußischen Landesaufnahme in den Jahren 1878/1880 entstand, sind offenbar drei Ziegeleistandorte im Mürwiker Gebiet verzeichnet, am Ende der Osbek, wo sie in die Förde fließt, befand sich offenbar eine Stelle, und zwei weitere Stellen befanden sich offenbar in die Richtung, wo sich heute die Ziegeleistraße befindet. Eine der beiden lag höher und die andere näher an der Förde. Doch der Niedergang des Mürwiker Ziegelproduktion hatte in der Zeit der Landaufnahme offenbar schon lange eingesetzt. Die Mürwiker Ziegelei bestand offenbar nur noch bis ins Jahr 1880.

### Mürwik im 20. Jahrhundert

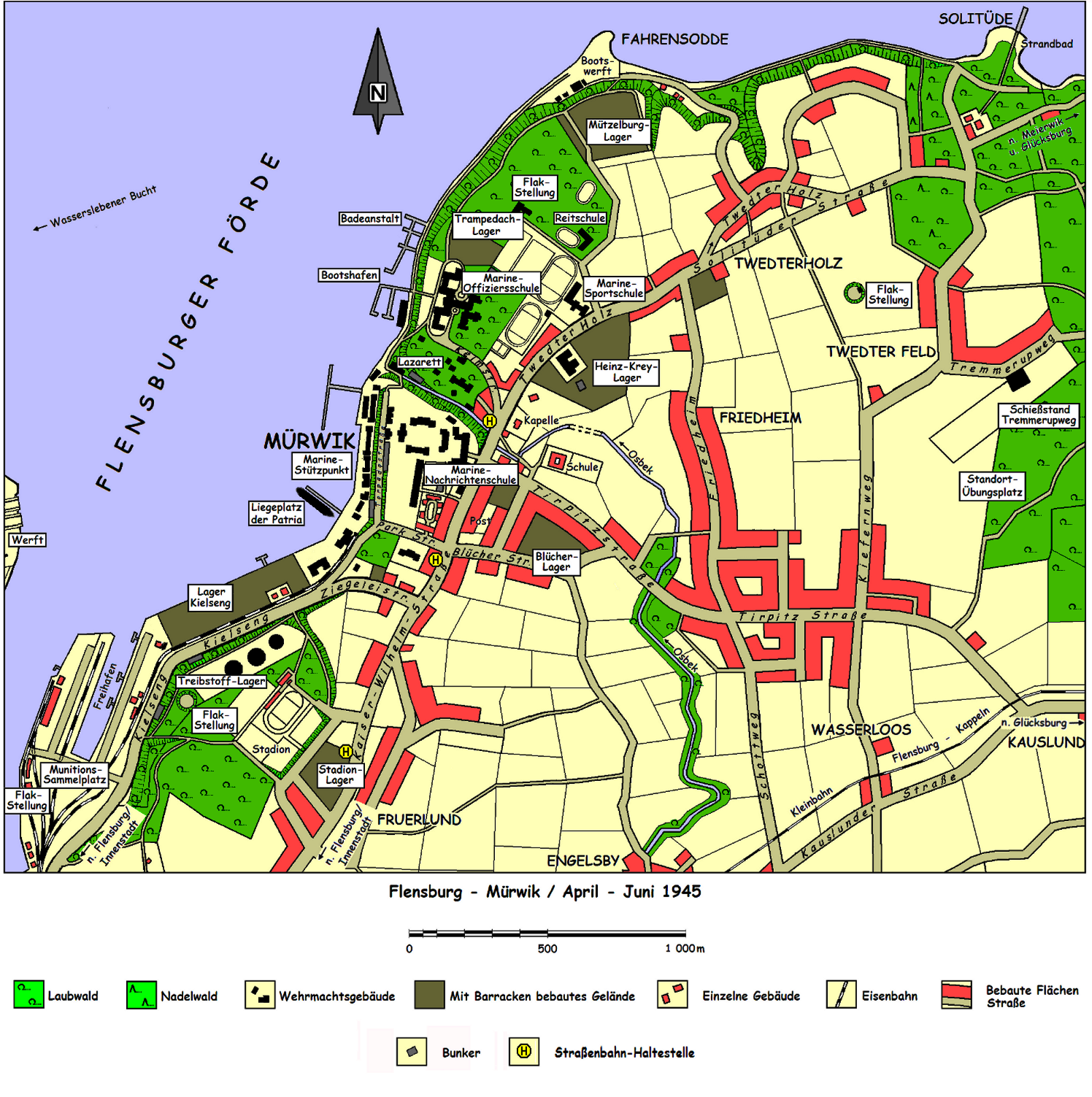
Mürwik Mitte des Jahres 1945

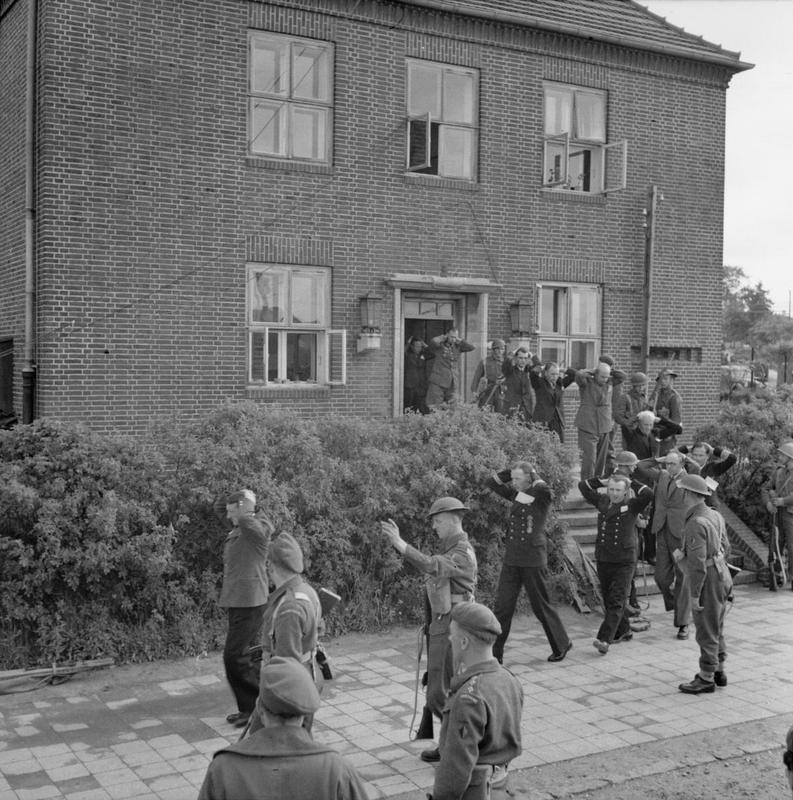
Die Verhaftung der letzten Reichsregierung mit Karl Dönitz bei der Mürwiker Sportschule am 23. Mai 1945. Dönitz und weitere Gefangene wurden später im Hof des Polizeipräsidiums in der Flensburger Innenstadt der Presse vorgeführt.

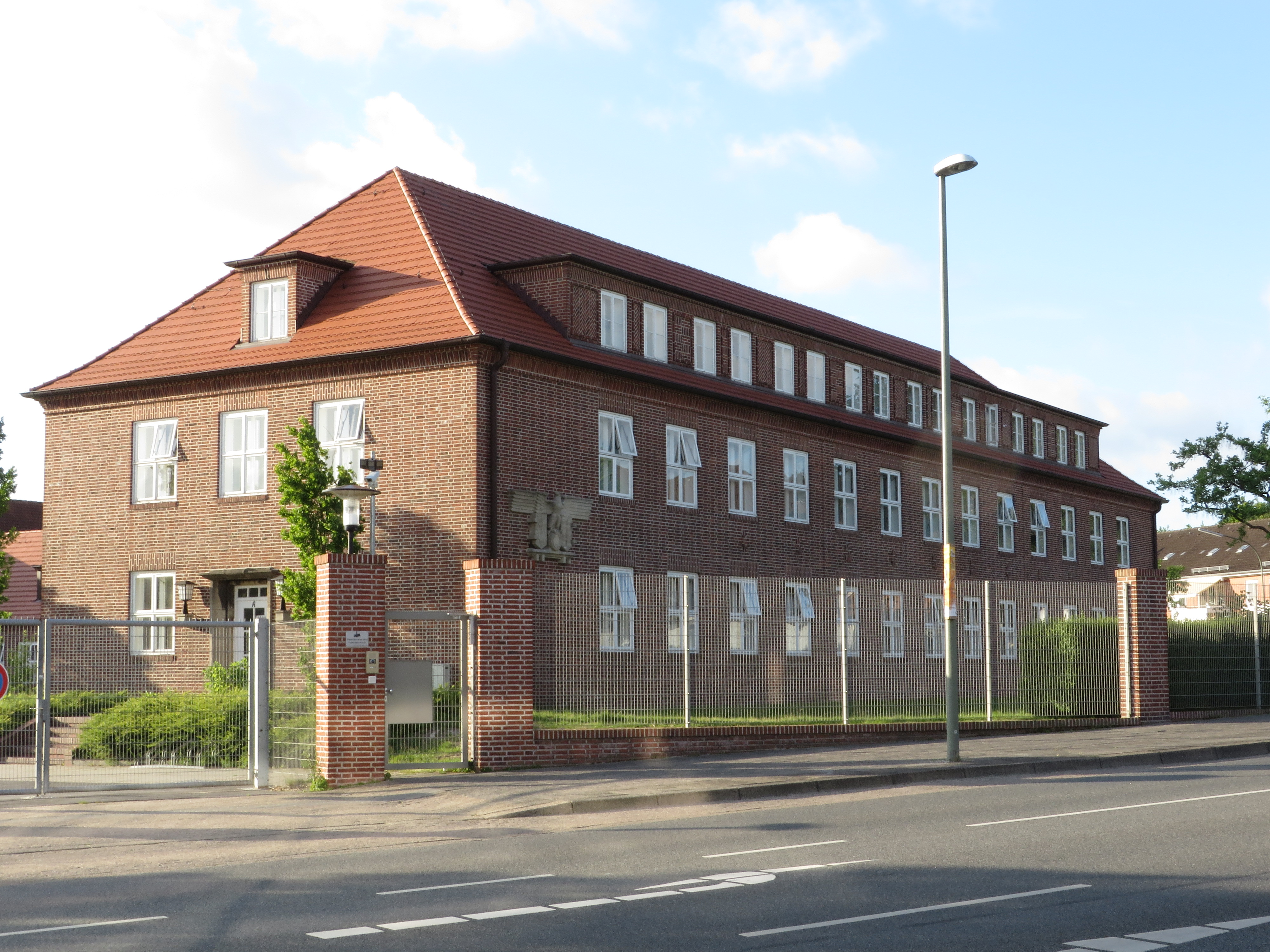
Die Sportschule, am Rande der Marineschule, wo der Zweite Weltkrieg in Europa endgültig endete. (Foto 2014)

Als die Kaiserliche Marine sich in Mürwik ansiedelte, nahm Mürwik eine neue Entwicklung. 1903 wurde die Torpedoschule nebst Liegeplätzen für Schulschiffe errichtet. Die erwähnte Mürwiker Bucht war offenbar im Laufe der Zeit verlandet. Nun nach der Übernahme des Geländes durch die Marine wurde die Bucht zudem offenbar zu großen Teilen zugeschüttet. Die Uferkante wurde ein ganzes Stück weiter in Richtung Förde hinein verlegt und befestigt, damit Schiffe mit wesentlich größerem Tiefgang anlanden konnten. Ab 1907 folgte weiter nördlich auf Ländereien des schon zur Gemeinde Twedter Holz gelegenen Hofes Osbek der Bau der Seeoffiziersschule (MSM).
Flensburgs Bürgermeister Hermann Bendix Todsen hatte mit der Ansiedlung der Marine das Wachstumspotenzial des Ostufers der Förde erkannt und hatte es daher mit in die strategische Planung der Stadt einbezogen. Tatsächlich wuchsen die angrenzenden kleinen Gemeinden im Osten in Folge der Ansiedlung. Schon aus Gründen der Reputation fassten Flensburgs Stadtväter den Wunsch, das Ostufer und insbesondere Mürwik in die Stadtgrenzen einzugliedern. 1910 wurden schließlich die beiden Gemeinden Fruerlund und Twedter Holz nach Flensburg eingemeindet, und Mürwik entwickelte sich zu einem neuen Stadtteil. 1910 wurde die Kaiserliche Post errichtet, die als Postkutschen-Relaisstation diente und in dieser Hinsicht die Ziegelei Mürwik ersetzte. Seit 1912 ist Mürwik mit einer neuen Hauptstraße (Bismarckstraße-Mürwiker Straße), auf der von 1912 bis 1957 zudem die Linie 3 der Flensburger Straßenbahn verlief, direkt an die Flensburger Innenstadt angebunden. Die Entstehung der städtischen Infrastruktur führte zu einem weiteren rasanten Wachstum von Mürwik.

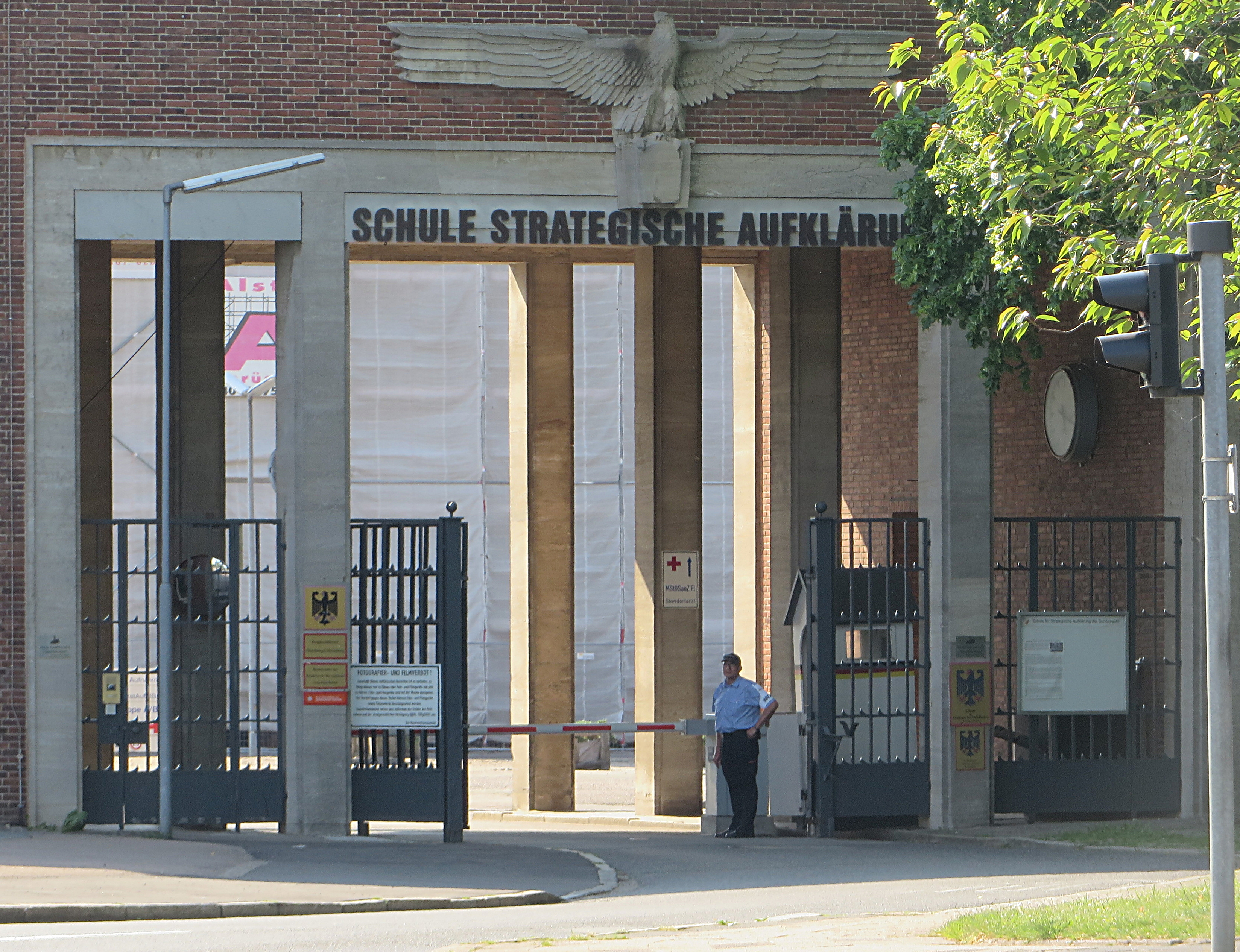
Portal der Nachrichtenschule, deren Gebäude in den 1930er Jahren errichtet wurden und in denen sich heute eine Außenstelle des Ausbildungszentrums CIR befindet. (Foto 2016)

In den 1930er Jahren erfolgte ein massiver Ausbau der militärischen Anlagen. Während des Zweiten Weltkrieges verblieb das Militär in Mürwik. Die wenig erfolgreichen Luftangriffe auf Flensburg hinterließen, gerade auch in Mürwik, kaum Schäden. 1945 war Mürwik noch ein unverwachsener Vorort der Stadt. Gegen Ende des Krieges war der Sonderbereich Mürwik, der einen Großteil von Mürwik einschloss, vom 3. bis zum 23. Mai 1945 der provisorische Sitz der Reichsregierung Dönitz. Seit dem 5./6. Mai waren die Flensburger Innenstadt sowie auch das westlich gelegene Flensburg-Weiche mit dem Flugplatz schrittweise besetzt worden. Am 23. Mai wurde die Reichsregierung Dönitz schließlich ebenfalls verhaftet, womit der Zweite Weltkrieg in Europa endgültig sein Ende gefunden hatte. Die US-amerikanische Times meldete dies ganz unpathetisch mit den Worten: „Das Deutsche Reich starb an einem sonnigen Morgen des 23. Mai in der Nähe des Ostseehafens Flensburg.“
Unmittelbar nach dem Weltkrieg warb der britische Journalist und Geheimdienstmitarbeiter Sefton Delmer Mitarbeiter des nach Mürwik verlegten Marinenachrichtendienstes an. Mit ihrer Hilfe gründete er im August 1945 in Hamburg die erste Nachrichtenagentur Deutschlands, den German News Service, der später den deutschen Namen Deutscher Pressedienst erhielt.
Mit dem Ende des Krieges waren zudem viele Flüchtlinge nach Flensburg gekommen. Insbesondere in Mürwik sowie Fruerlund fanden sie eine neue Heimat. Da nicht genügend Wohnungen zur Verfügung standen, lebten viele Flüchtlinge in Baracken, beispielsweise im Heinz-Krey-Lager südlich gegenüber der Sportschule oder dem Trampedachlager am Rande der Marineschule. In diesen Notunterkünften lebten sie zum Teil bis in die 1960er Jahre hinein. Von 1950 bis 1956 befand sich in einem großen Teil der Marineschule die Zollschule Flensburg, die im Jahr 1938 in Flensburg eingerichtet worden war. 1956 benötigte die Marine das Gebäude wieder und die Zollschule verließ Flensburg. Die Innerdeutsche Grenze hatte an Bedeutung gewonnen und der Kalte Krieg hatte begonnen.
Nach dem Zweiten Weltkrieg befand sich beim ursprünglichen Mittelpunkt von Mürwik, Klosterholz, noch der zentrale Einkaufsbereich des Stadtteils (also ungefähr im Abschnitt zwischen der Ziegeleistraße und der Swinemünder Straße). Anfang der 1960er Jahre entstand dann aber weiter nordöstlich das neue Stadtteilzentrum beim Twedter Plack, das sich als neues Zentrum etablierte. Durch die eingesetzte Bautätigkeiten verlor Mürwik langsam seinen Vorortscharakter.
In der Zeit des Kalten Krieges musste davon ausgegangen werden, dass Flensburg im Ernstfall, insbesondere Mürwik mit der dortigen militärischen Präsenz, ein atomares Ziel sowie ein wichtiges Eroberungsziel von Panzereinheiten gewesen wäre. Weiteres Militär gab es damals zudem in Flensburg-Weiche mit der Briesen-Kaserne, in der Flensburger Nordstadt mit der Grenzland-Kaserne und im 13 Kilometer westlich von der Stadt Flensburg liegenden Sondermunitionslager Meyn lagerten Atomwaffen der USA. 1952 wurde das Kraftfahrt-Bundesamt (KBA) von Bielefeld in das strukturschwache Grenzgebiet verlegt, um der nördlichen Grenzregion Beschäftigungsimpulse zu geben. Es befand sich zunächst in Bonte-Kaserne (Sonwik) und bezog 1965 ein neues Gebäude an der Fördestraße.

### Mürwik im 21. Jahrhundert

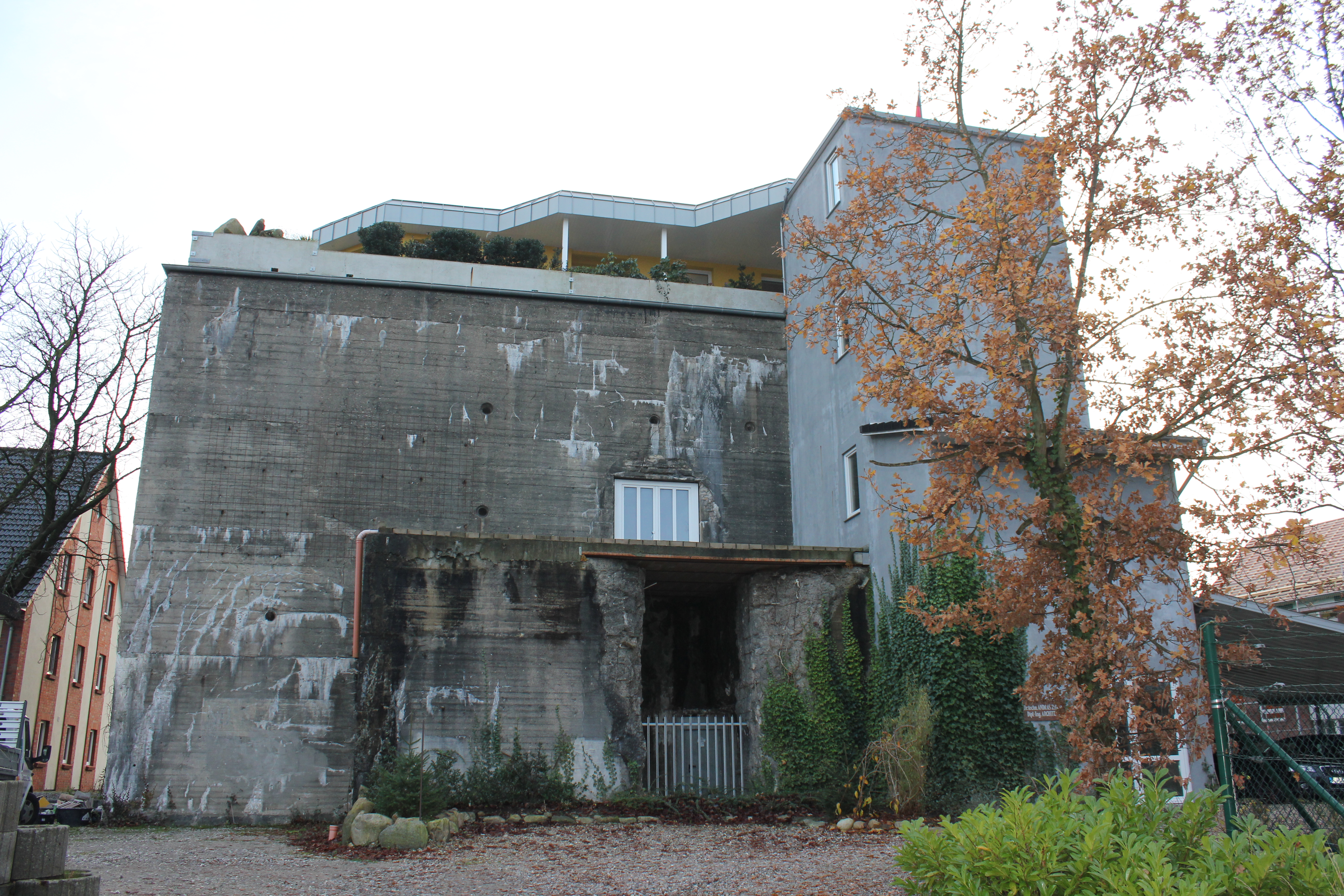
Der skurrile Mürwiker Truppenmannschaftsbunker auf dem sich ein Penthouse befindet

Bekannt ist der Stadtteil heutzutage vor allem durch die Marineschule Mürwik, in der die Offiziere der Deutschen Marine ausgebildet werden. Der benachbarte Marinestützpunkt fiel allerdings zum großen Teil in den 1990er Jahren dem Standortabbau zum Opfer. Im Rahmen der Rüstungskonversion des ehemaligen Stützpunktgeländes entstand gleichfalls, die Marina Sonwik, ein Sportboothafen mit einer Schwimmsteganlage und Tiefwasserliegeplätzen für große Yachten. Die dortigen, direkt an der Förde gelegenen Kasernenanlagen wurden zu Eigentumswohnungen und Geschäften für den Sportbootbedarf umgewandelt. Ferner existierte in Mürwik noch die Nachrichtenschule, die eine lange Tradition begründete. Die Nachrichtenschule war zunächst in Gebäuden der ab 1902 entstanden Torpedostation für die Kaiserliche Marine eingerichtet worden. Später erhielt sie ihre eigenen Gebäude. Seit den 1950er Jahr wurden in den Gebäuden der Nachrichtenschule, die zuvor diesem Zweck gedient hatte, zahlreiche Fernmeldesoldaten der Deutschen Marine fachliche ausgebildet. Im September 2002 wurde die Marinefernmeldeschule geschlossen und die heutige Bundeswehrschule für strategische Aufklärung aus Bad Ems stationiert. Am Rande von Mürwik beim Vorort Meierwik, der zu Glücksburg gehört, obwohl er mit Mürwik verwachsen ist, liegt zudem das ehemalige Flottenkommando mit dem Marine Operations Center. Der Mürwiker Standort der Bundeswehr wird häufig einfach Standort Flensburg-Glücksburg genannt. Seine Präsenz in der Flensburger Offentlichkeit zeigt der Standort einerseits durch Soldaten, die in ihrer Freizeit in Uniform durch Mürwik oder der Flensburger Innenstadt gehen. In der Weihnachtszeit ist der Standortälteste bei der Eröffnung des Weihnachtsmarktes in der Innenstadt beteiligt. Die Bundeswehr verkauft bei dieser Gelegenheit traditionell in der Nikolaistraße, nahe der Holmnixe, Erbsensuppe für einen guten Zweck.
Gegenüber der Marineschule, in der Fördestraße 16 verblieb das Kraftfahrt-Bundesamt (KBA) mit dem Fahreignungsregister, im Volksmund verballhornt als Verkehrssünderkartei. Seit der Wende gibt es eine Außenstelle in Dresden. Direkt neben dem KBA und gegenüber der Marineschule befindet sich die Christuskirche Mürwik, die auch als Garnisonkirche dient. Ebenfalls neben dem KBA, nur zur anderen Seite hin, befindet sich heute der Stabszug der Marineschule Mürwik.
2012 ließ der Schleswig-Holsteinische Zeitungsverlag in Mürwik neben dem Stabszug der Marineschule Mürwik sein neues Verlagsgebäude errichten. Der alte Standort des Verlages lag zuvor bei der Nikolaistraße in der Holmpassage, nahe dem Holm, in der Flensburger Innenstadt. Schon früher befanden sich die Räumlichkeiten der Flensburger Tageblattes in Gebäuden der Nikolaistraße. Mit dem Umzug wurde zeitgleich das alte Stammhaus des Flensburger Tageblattes in der Nikolaistraße wieder bezogen. Es trägt nun wieder einzig den Schriftzug des Flensburger Tageblattes, so dass Zeitung und Verlag nun auf diese Weise gänzlich getrennt in Erscheinung treten. Mit dem Bau des SH:Z-Gebäudes wurden große Teile des ehemaligen Geländes vom Heinz-Krey-Lager überbaut. 2015/2016 wurde das daneben liegende östliche Gelände, wo sich weitere Teile des Heinz Krey-Lagers befanden, ebenfalls bebaut. Dort entstanden neue Wohnhäuser. Gleichzeitig begann eine Phase der Nachverdichtung um weiteren Wohnraum zu schaffen. Die Alte Gärtnerei, am Ende des Kiefernweges, die Osterlücke am Rande des Twedter Feldes, das Gelände des Hansi-Garten und Hangbunker bei Sonwik wurden mit Wohnhäusern bebaut.

## Bevölkerung und Einwohnerentwicklung
Bevor Mürwik 1909 eingemeindet wurde, gehörte die Keimzeille von Mürwik zur Landgemeinde Fruerlund. Fruerlund zählte 1871 gerade einmal 172 Einwohner. 1909 lebten in der Landgemeinde Fruerlund 2655 Personen. Die in Mürwik stationierten Marineangehörigen wurden natürlich zu diesem Zeitpunkt schon mitgezählt. Die Landgemeinde Twedter Holz, die später ebenfalls im Stadtteil Mürwik aufging, zählte zum Zeitpunkt der Eingemeindung gerade einmal 245 Personen. Die Landgemeinde Twedt deren Fläche heute nicht vollständig zum Stadtteil Mürwik gehört, zählte zum Zeitpunkt der Eingemeindung 493 Personen.
Nach dem Zweiten Weltkrieg wuchs die Bevölkerung durch den Zuzug von Flüchtlingen erheblich; vgl. auch: Einwohnerentwicklung von Flensburg.
Mürwik ist heute bevölkerungsmäßig der größte Stadtteil Flensburgs. Dort lebten Ende 2015 insgesamt 14.344 Einwohner. Über 15 % der Flensburger Bürger leben in dem Stadtteil. In Mürwik leben jedoch mittlerweile eher ältere Menschen.
Bis 2012 befand sich in Mürwik eine Geburtsklinik, in der im Laufe der Jahre über 15.000 Kinder geboren wurden, so dass viele Flensburger im Grunde auch als Söhne und Töchter Mürwiks und damit auch in Angeln geboren wurden. Bekanntester Sohn Flensburg-Mürwiks ist bis heute im Übrigen Dieter Thomas Heck. Seine Eltern hatten ein Haus in der Tirpitzstraße 109, heute Osterallee 109. Durch aktuelles Stadtwachstum im Mürwiker Bereich dürfte die Anzahl der Bewohner Mürwiks vermutlich in den nächsten Jahren weiter anwachsen. Seit 2020 sollen 14.748 Mürwiker im Stadtteil leben. Auch an anderen Stellen der Stadt wächst Flensburg erheblich, so dass Ende des Jahres 2022 möglicherweise schon die Einwohnerzahl von 100.000 erreicht werden könnte.

## Stadtteilforum

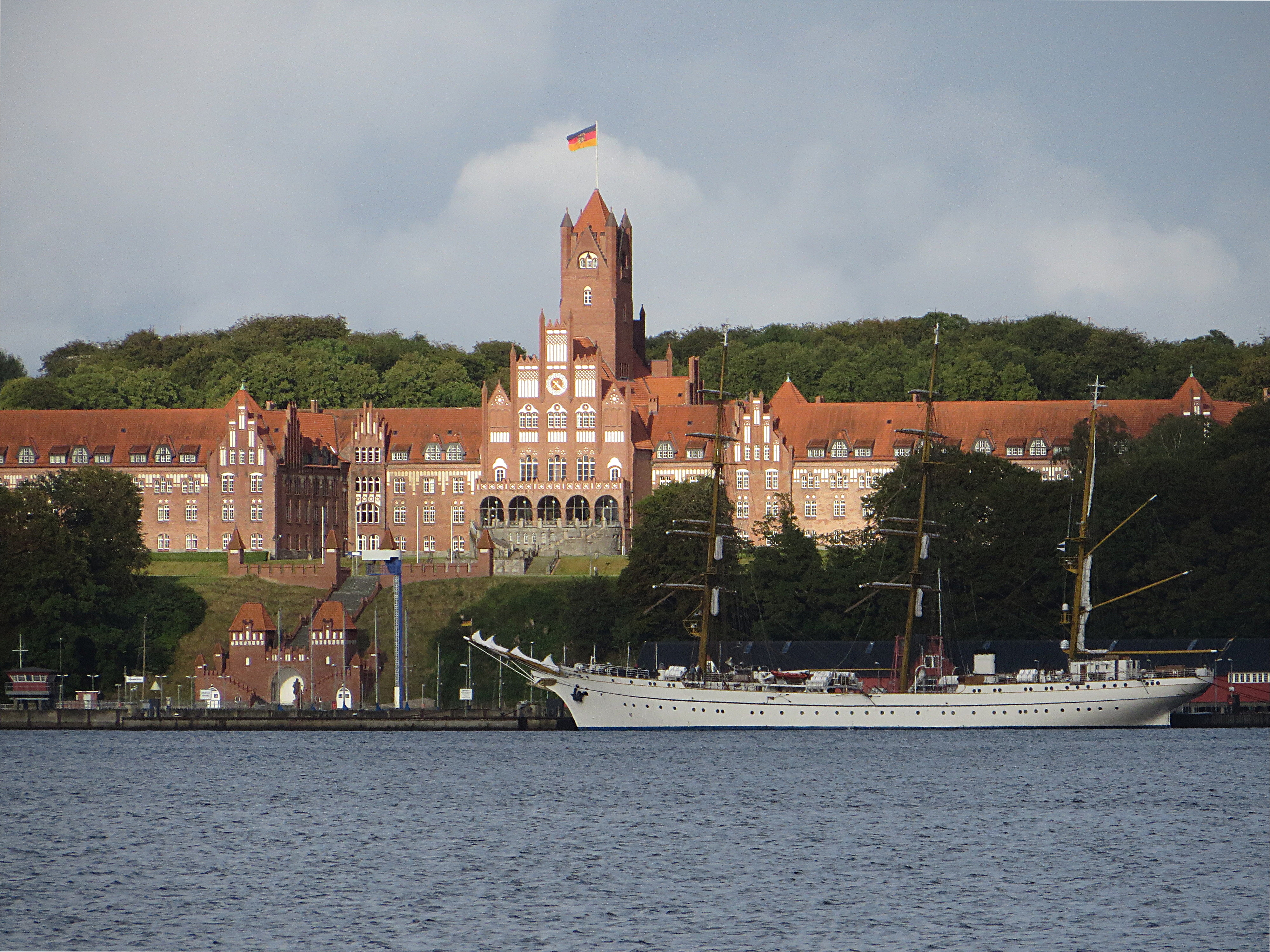
Die Marineschule Mürwik mit dem Schulschiff der Schule, die Gorch Fock. Das sogenannte „Rote Schloss“ gilt als das Wahrzeichen des Stadtteils.

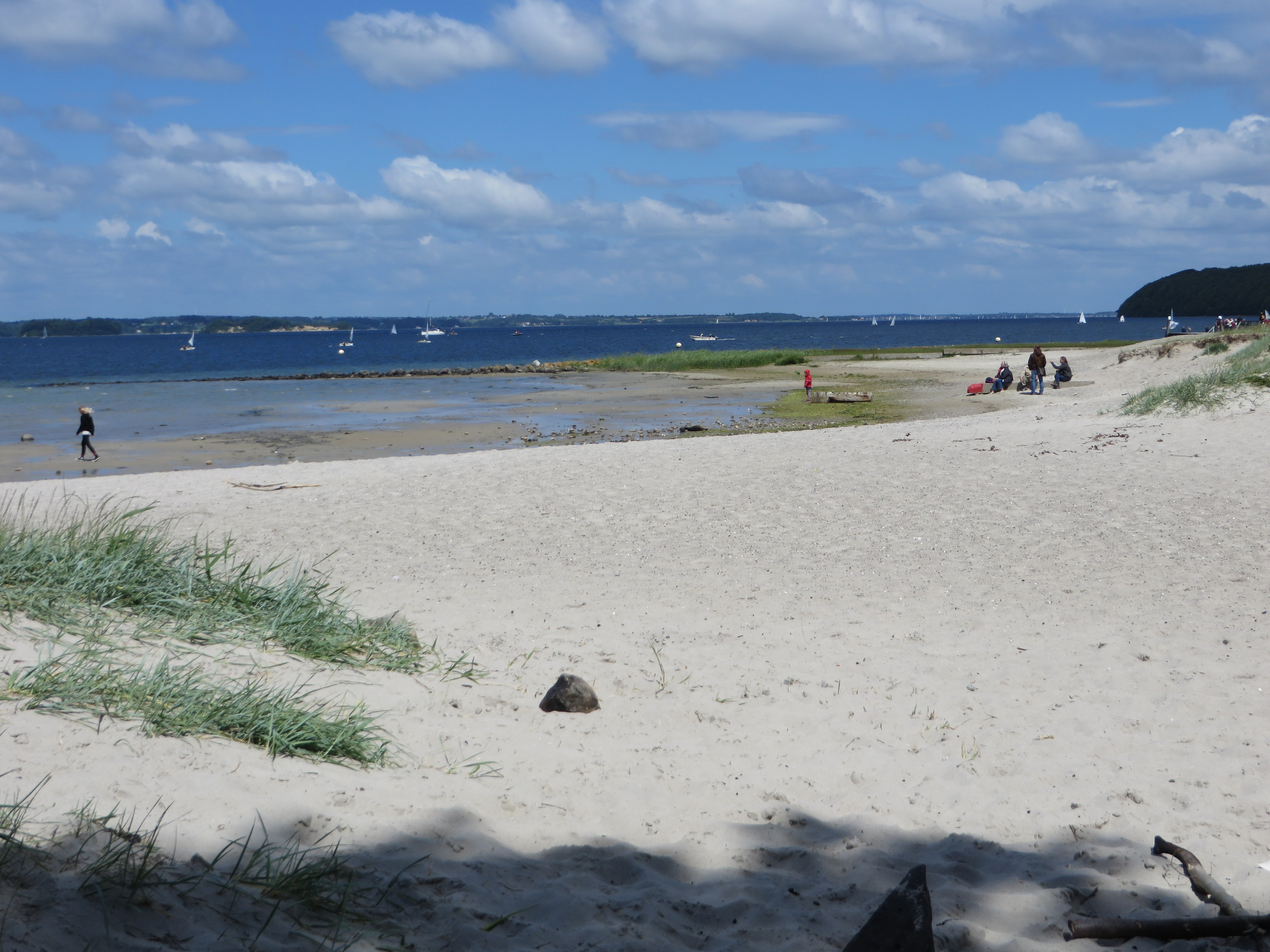
Der Solitüder Badestrand zum Sommer 2015

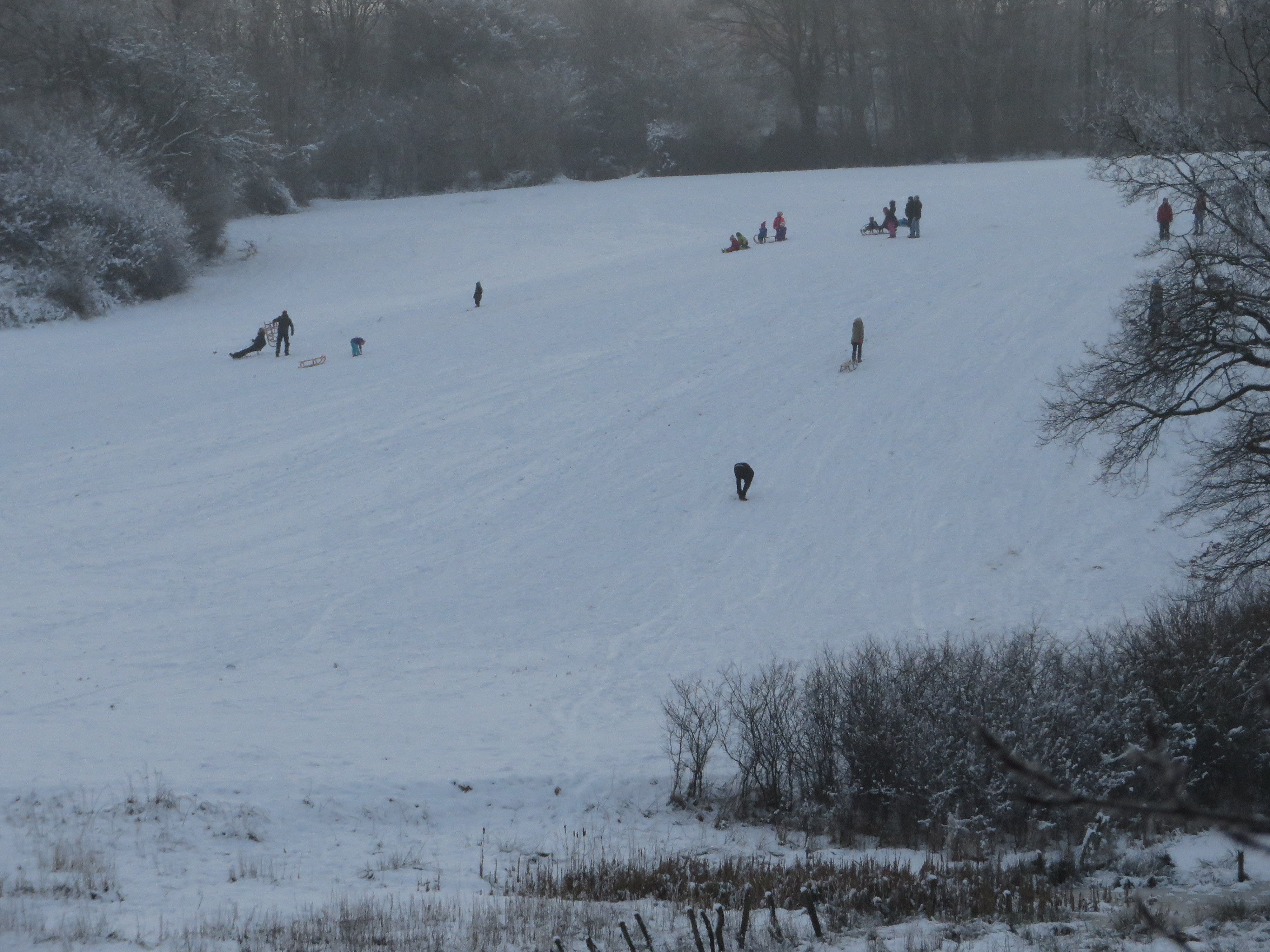
Die Rodelhänge des Osbektals im Januar 2015

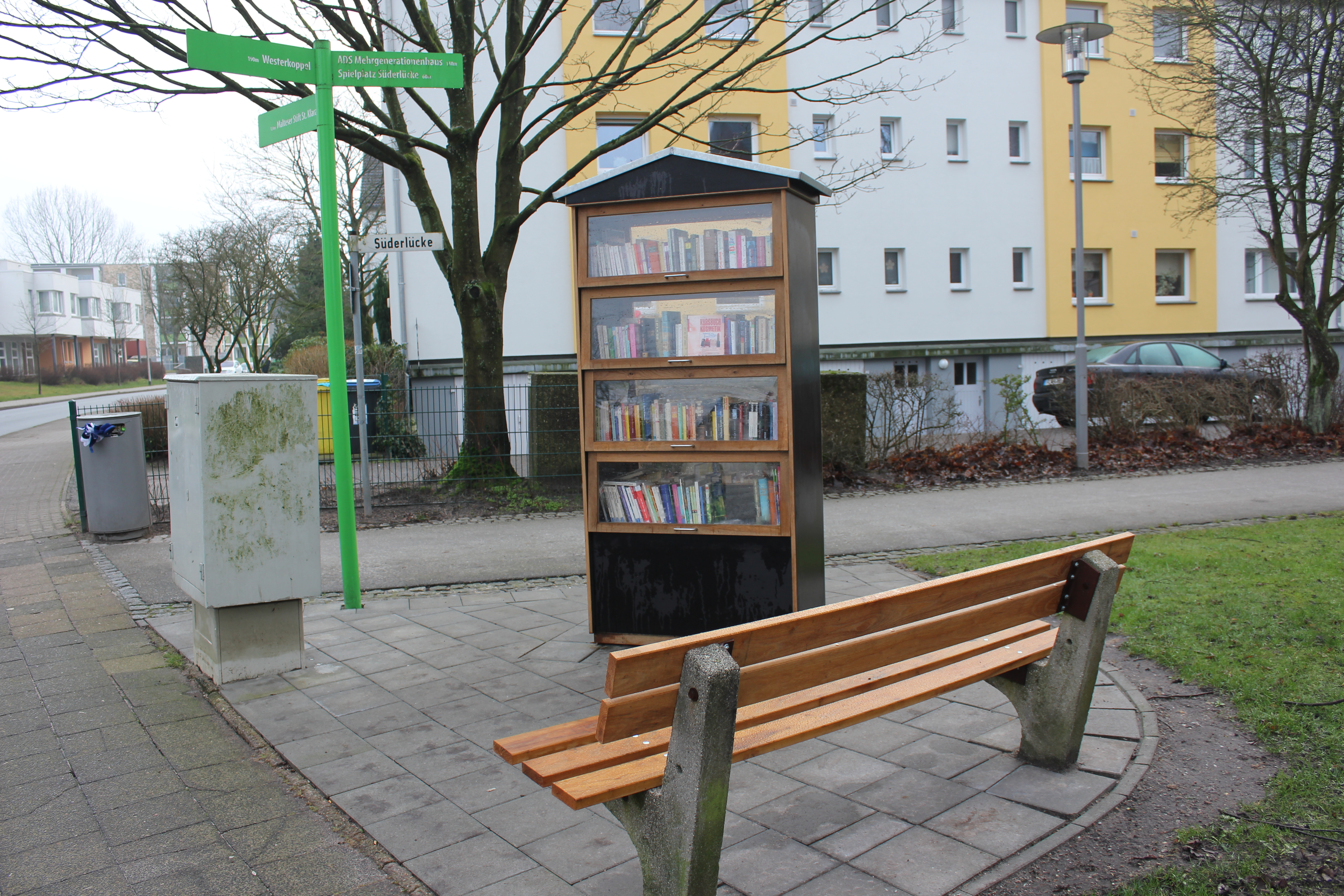
Neben dem Bücherschrank am Twedter Plack ist es möglich, in der nahe gelegenen Bibliothek der Marineschule Bücher auszuleihen.

1993 schlossen sich am Stadtteil interessierte Bürger Mürwiks zu einem Bürgerforum zusammen. Das Forum Mürwik beschäftigt sich seitdem mit baulichen und sozialen Problemen des Stadtteils. 2015 beschloss das Flensburger Rathaus, dass bestehende Foren der unterschiedlichen Stadtteile Flensburgs in die politischen Entscheidungsprozesse mit eingebunden werden sollen, sofern sie bestimmten Kriterien entsprechen. Die anzuerkennenden Stadtteilforen sollen dauerhafte, parteiunabhängige Zusammenschlüsse von Personen in einem Stadtteil oder eines Stadtquartiers sein, die regelmäßig in Kontakt mit den dortigen Einwohnern stehen und sich der Interessen des jeweiligen Stadtteils oder Quartiers annehmen. Das Forum Mürwik wurde als ein solches Stadtteilforum anerkannt. Seitdem bekommt das Forum für Verwaltungskosten, Druck von Flyern und Ähnlichem auch ein Grundbudget von 300 Euro zur Verfügung gestellt. Das Forum bestehend aus ungefähr zehn aktiven Mitgliedern trifft sich regelmäßig im Dreiwochenabstand Donnerstagabends im Nachbarschaftszentrum St. Klara am Twedter Plack (Marrensdamm 19). 2016 engagierte sich das Forum beispielsweise gegen die Verwilderung des Landschaftsparks Twedter Mark. Des Weiteren betreibt das Forum heute eine eigene Internetpräsenz.

## Kultur und Sehenswürdigkeiten

### Heutige Sehenswürdigkeiten
Zu den Sehenswürdigkeiten gehören insbesondere die seit dem 20. Jahrhundert entstandenen Rotbacksteingebäude, die ein Ensemble hoher städtebaulicher Qualität bilden, das sogenannte „Rote Mürwik“. In der Liste der Kulturdenkmale in Flensburg-Mürwik stehen die in der Denkmalliste des Landes Schleswig-Holstein eingetragenen Kulturdenkmale des Stadtteils.
- Marineschule Mürwik, sie ist jedoch nur an wenigen Tagen im Jahr zu besichtigen. Der Vorburgbereich besteht aus dem Marinelazarett (Klinik Ost), der Chefarztvilla und dem Marine-Wasserturm. Die Torwache der Marineschule ist auch außerhalb des Geländes betrachbar. Im Laufe des Jahres finden dort verschiedene Veranstaltungen statt, beispielsweise am Anfang eines Jahres ein Neujahrsempfang.
- Marinesportschule: Am Rande der Marineschule Mürwik befindet sich die Sportschule dort, wo sich die geschäftsführende Reichsregierung unter Karl Dönitz befand. Das Gebäude ist an einem Reichsadler erkennbar.[36][72] Ein ähnlicher, äußerst großer Reichsadler blieb zudem an dem Gebäude der nahe gelegenen Nachrichtenschule erhalten, das heute von der Schule für Strategische Aufklärung genutzt wird.
- Planetarium der Marineschule Mürwik: Es ist nur selten für die Öffentlichkeit geöffnet. Wesentlich häufiger finden Veranstaltungen im Menke-Planetarium, des benachbarten Glücksburgs statt.
- Sonwik, Marina die ungefähr etwas unterhalb der Kerngemeinde Mürwiks liegt und an dem Bootshafen der Marineschule Mürwik angrenzt. Dort befindet sich auch die Wasserflugstation Flensburg-Sonwik, welche von einer Fluggesellschaft vom Flugplatz Flensburg-Schäferhaus betrieben wird.[73]
- Mürwiker Truppenmannschaftsbunker an der Mürwiker Straße, er entstammt der Zeit des Zweiten Weltkrieges. 2009 mit wurde beim Umbau ein Penthouse auf dem Dach erbaut.[74] Es gilt als eines der skurrilsten Häuser Deutschlands.[75][76]
- Christuskirche: größte Kirche des Stadtteils, sie ist nahe der Marineschule gelegen und wird als Garnisonkirche genutzt. Die kleinere katholische St.-Ansgar-Kirche liegt wesentlich südlicher und abgelegener.
- Kraftfahrt-Bundesamt, das bekannte Bundesamt, das das Fahreignungsregister hütet, erhielt sein Gebäude in den 1960er Jahren, nach einem Architektenentwurf von Carl-Friedrich Fischer. Das Behördengebäude gilt heute als eines der ungewöhnlichsten Sehenswürdigkeiten des Stadtteils. Verschiedene Konditoren verkaufen heutzutage Pralinen als sogenannte Flensburger Punkte als Saisonwaren.[77][78]
- Parkhof, ein 1925/1928 angelegter Wohnhof im Stil der Heimatschutzarchitektur. Der Name Parkhof erinnert seit dem Jahr 1947 an den ehemals bekannten Park von Heinrich Göttig, einen Vorgänger des Volksparks.[79] Kurz nach dem Parkhof wurde auch die Marinesiedlung (Flensburg-Mürwik), mit dem Wohnhaus Fördestraße 1, gegenüber der Christuskirche gebaut.
- Stabsgebäude der nach dem Kalten Krieg aufgelösten Schnellbootflottille in der Mürwiker Straße 183–185
- Kaiserliche Post, Postgebäude dessen Relieftafeln von der Geschichte Mürwiks zeugen.
- Osbektal. Vom Osbektal, das sich hinter der Christuskirche befindet, sind Wanderungen nach Alt Engelsby und von weiter am Lautrupsbach entlang zum Flensburger Hafen möglich. Die Hänge des Osbektals dienen im Winter dem Rodeln.
- Strandbad von Solitüde mit dem ehemaligen Landsitz eines Adligen, der heute als Gaststätte dient und bei dem ein Minigolfplatz angelegt wurde. In Solitüde liegt zudem ein beliebter Badestrand. Der Seglerhafen von Fahrensodde ist von Solitüde zu Fuß schnell erreichbar. Bei Solitüde liegt des Weiteren Meierwik. Einmal im Jahr findet in Solitüde das Solitüdefest statt, das ein wenig den Charakter eines Stadtteilfestes hat.
- Tremmeruper Wald (Teil des Fördewaldes), über dessen Wege Fußgänger und Radfahrer bis zum Schloss Glücksburg gelangen können und der ins Naturschutzgebiet Twedter Feld übergeht. Das daneben liegende Landschaftsschutzgebiet Blocksberg grenzt an den Engelsbyer Vogelsang.

### Verlorene Bauten
Der Stadtteil erlitt insbesondere im Bereich der Marineschule Mürwik einige Kulturgüterverluste. Der Verbleib einer Statue von Kaiser Wilhelm II. vor der Marineschule, die möglicherweise schon vor dem Zweiten Weltkrieg verschwand, ist bis heute unklar. Nach dem Krieg gelangten verschiedene Kulturgüter aus der Marineschule ins National Maritime Museum in Greenwich, London. sowie in den Fundus des Regimentsmuseums der King’s Shropshire Light Infantry nahe London.
Durch die Luftangriffe auf Flensburg wurde der Stadtteil kaum geschädigt. Mürwik hat im Vergleich zu anderen Flensburger Stadtteilen bisher wenige bauliche Verluste erlitten. Gefährdet sind jedoch heute der Vorburgbereich mit dem Marinelazarett und die Flugzeughallen des ehemaligen Mürwiker Wasserflughafens bei Fahrensodde. Ebenfalls gefährdet ist die Twedter-Plack-Villa in der Fördestraße 76. Zudem ist der Volkspark durch Verwahrlosung und wie ein jüngstes Wohnprojekt verdeutlicht gefährdet.
Zu Mürwiks Gebäudeverlusten gehören:
- Gebäude der Torpedostation, die Anfang des 19. Jahrhunderts entstand. Sie wurden durch Neubauten der Nachrichtenschule ersetzt. Ein Restbaubestand besteht jedoch weiterhin.
- Ziegeleien Mürwiks sowie der Osbekhof (vgl. mit Geschichte Mürwiks)
- Parkhotel an der Swinemünder Straße mit Mürwiker Park. In Nachfolge entstand bald darauf der Volkspark
- Katen von Klosterholz, dem alten Zentrum des Stadtteils
- Heinz-Krey-Lager, diente nach dem Zweiten Weltkrieg als Flüchtlingsunterkunft
- verschiedene Bunker, die schrittweise nach dem Zweiten Weltkrieg gesprengt und abgetragen wurden
- Bauernkate am Twedter Plack, die neben der heute noch existierenden Kate Fördestraße 68 stand. Sie wurde für eine BP-Tankstelle abgerissen, die heute ebenfalls nicht mehr steht.
- Kapelle, nur noch Überreste im Gemeindehaus der Christuskirche
- Marine-Reitschule
- Bauernhof, an den heute die Straße Am Bauernhof erinnert (siehe dort)
- Hansigarten, ein kleiner Vogelpark
- Schießstand am Tremmerupweg im Twedter Feld, auf dem zum Ende des Zweiten Weltkrieges junge Matrosen zu letzten Opfern der NS-Militärjustiz wurden[83]
- Einige Baracken des Trampedachlagers
- Kaserne des Versorgungskommandos 600 an der Swinemünder Straße von 1943[84]
- Schuppen des Marinelzarrettes im Vorburgbereich; der offenbar ohne Genehmigung abgerissen wurde

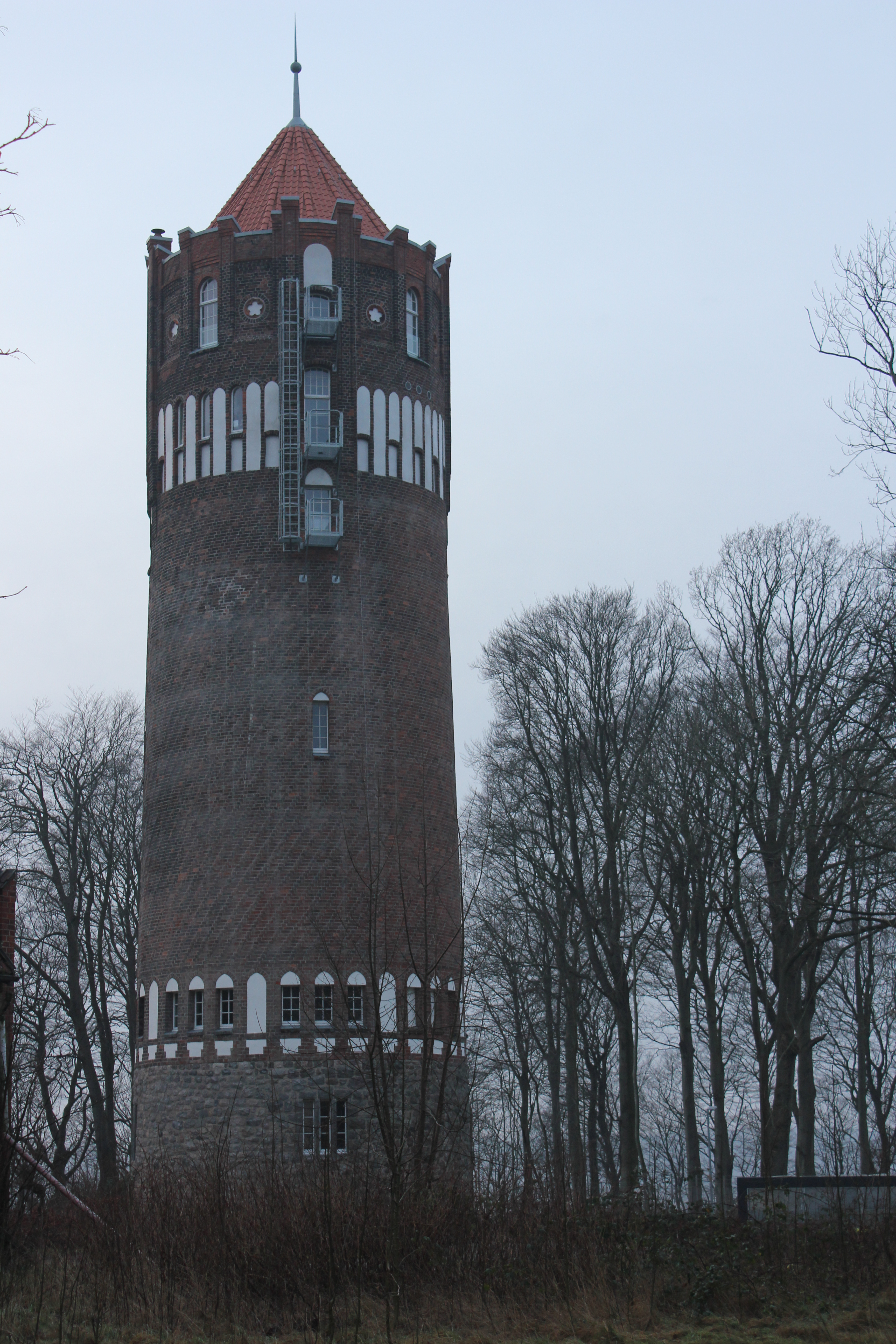
Marine-Wasserturm
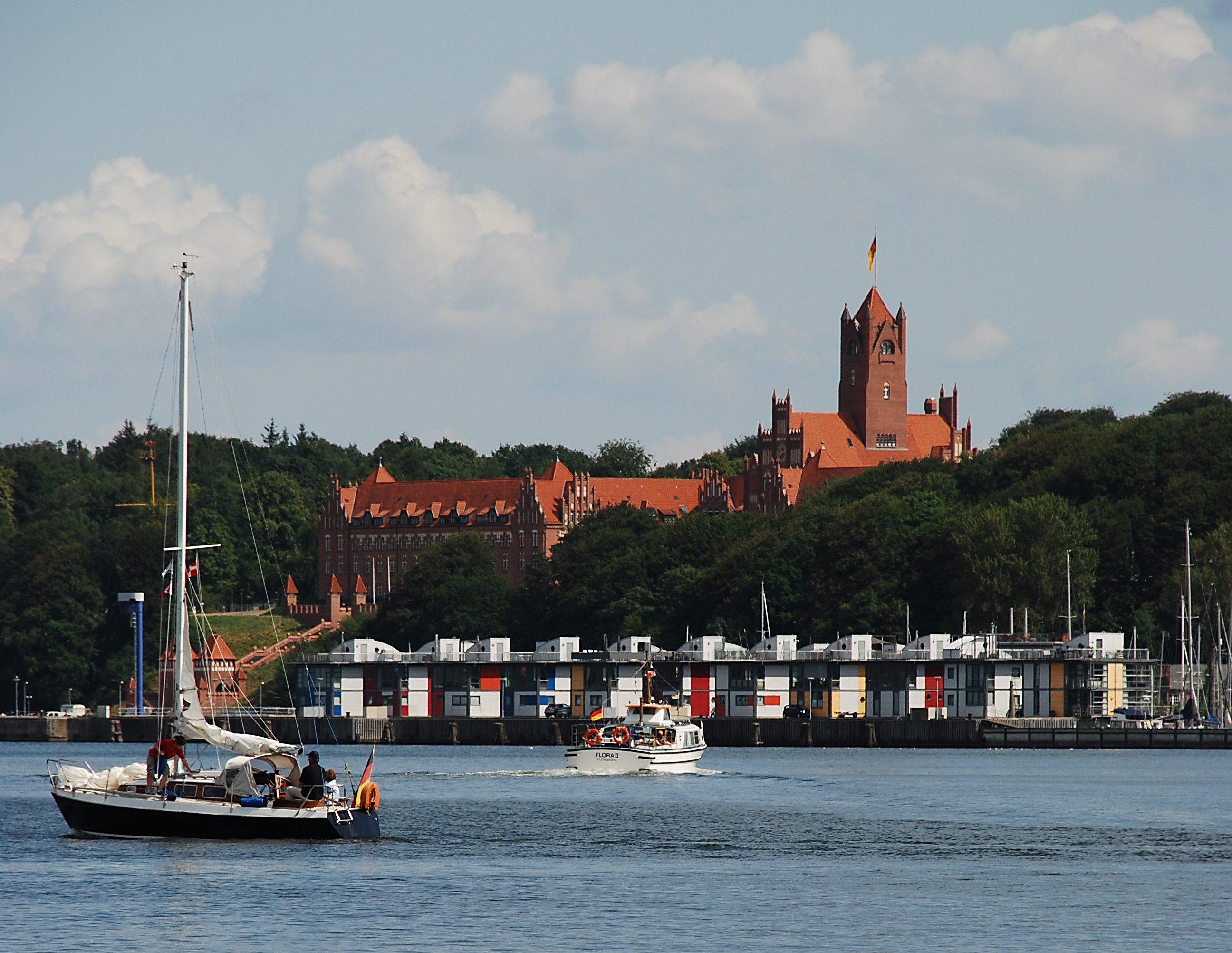
Wasserhäuser an der Marina Sonwik vor der Marineschule
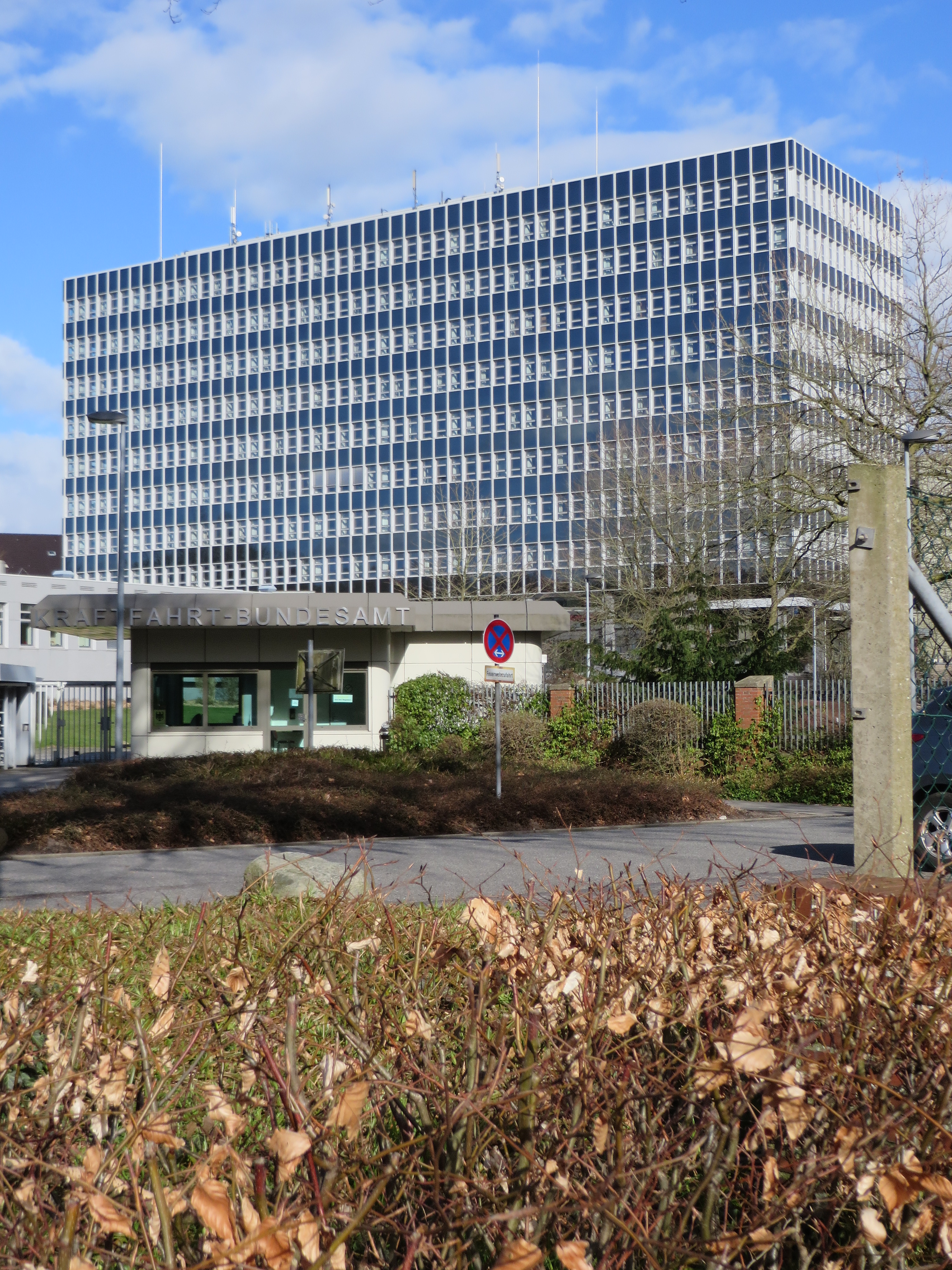
Kraftfahrt-Bundesamt
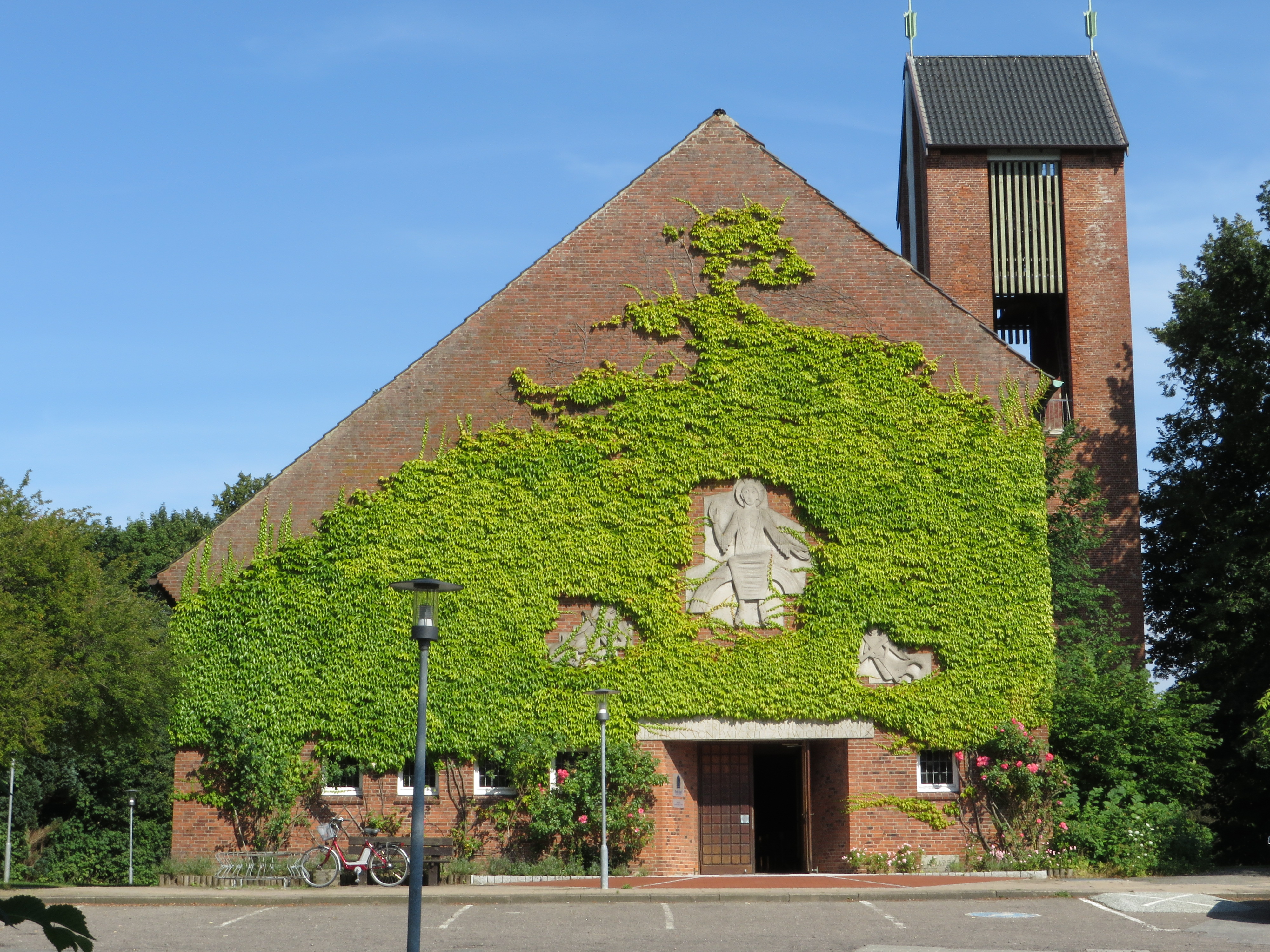
Die Christuskirche von 1958
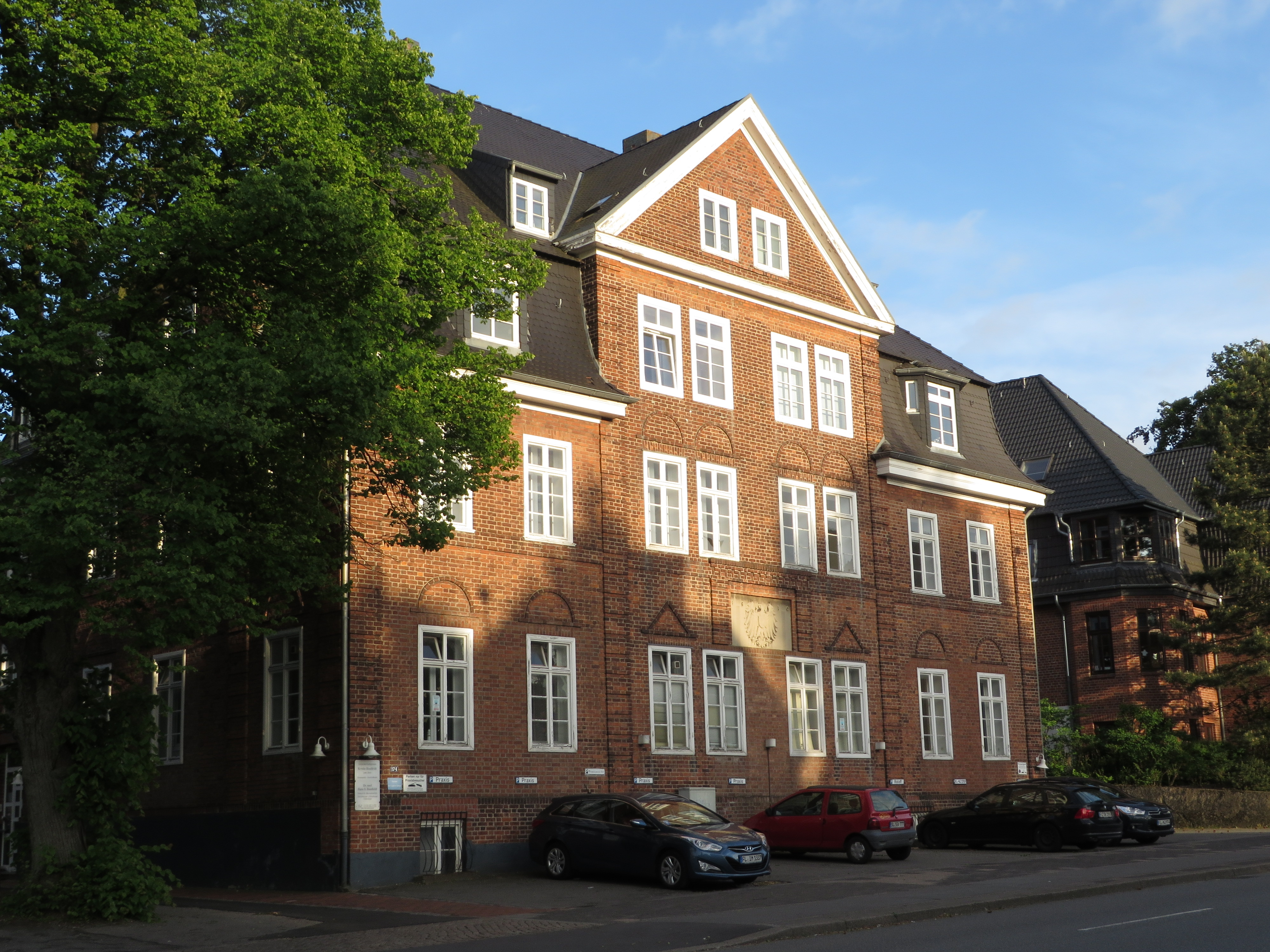
Die „Kaiserliche Post“ aus dem Jahr 1910
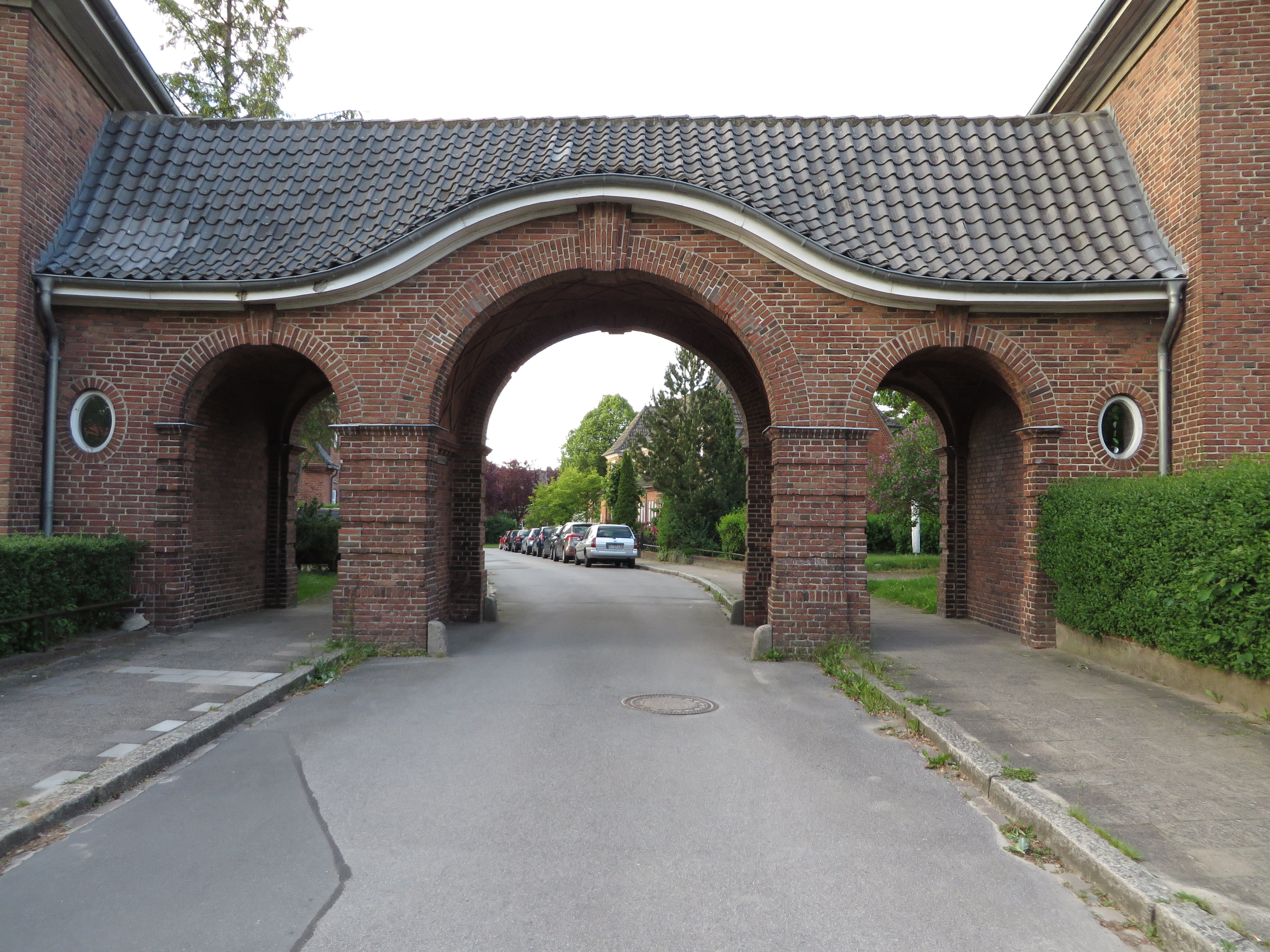
Durchfahrtstor zum Parkhof aus den Jahren 1925/1928
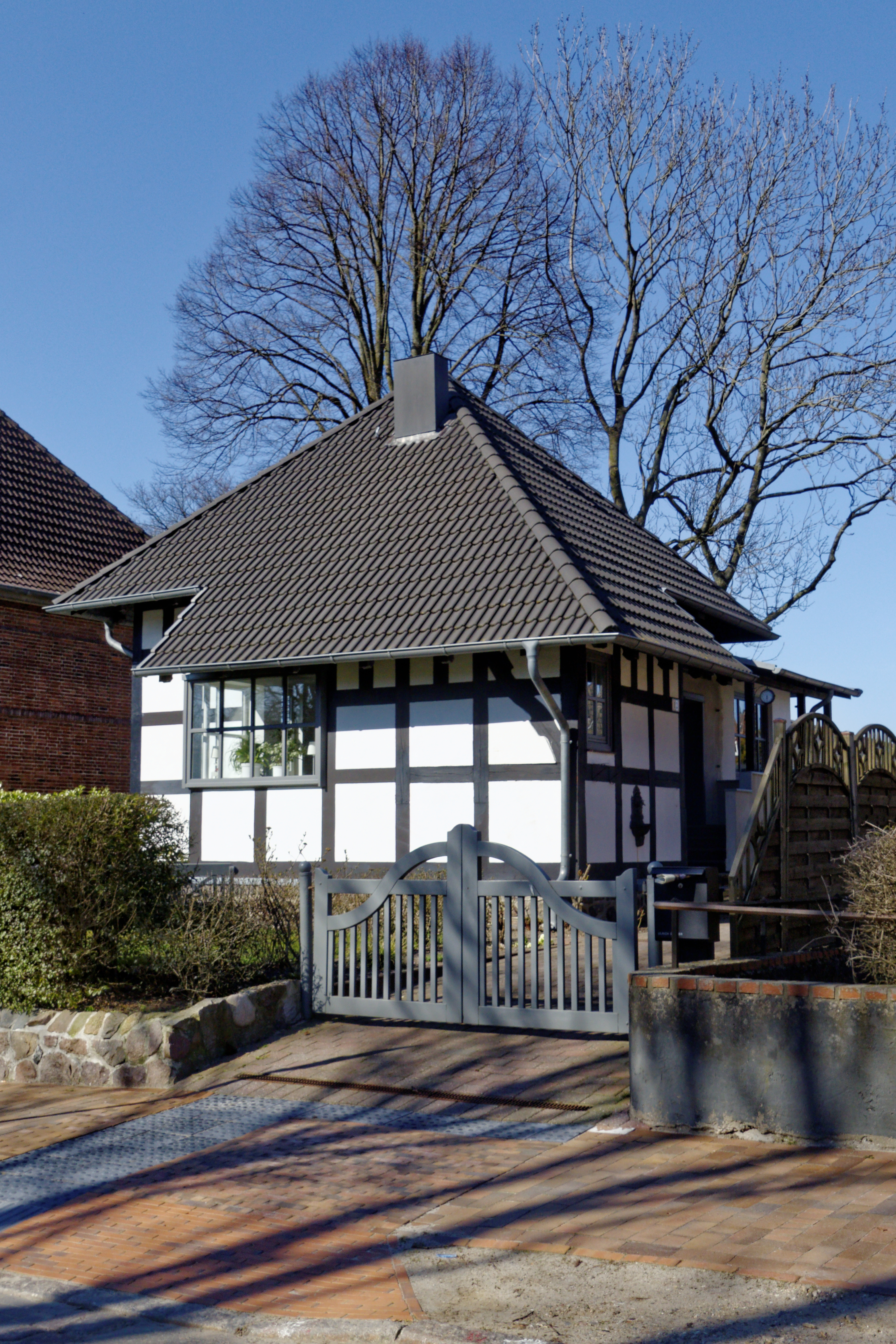
Funk- und Telegraphenhaus (der ehemaligen Funken-Telegraphieschule Mürwik) aus dem Jahr 1902

## Bauten und Einrichtungen in Mürwik im erweiterten Sinne
Im erweiterten Sinne wird der Stadtteil Fruerlund, mit den Stadtbezirken Fruerlundhof, Blasberg und Bohlberg, mit zum Stadtteil Mürwik gerechnet. Insbesondere im militärischen Kontext wird zuweilen auch der mit Solitüde eng verbundene Vorort Meierwik als Teil Mürwiks genannt. In Mürwik im erweiterten Sinne befinden sich die folgenden Bauwerke und Institutionen:
- Volkspark in Fruerlund mit dem Mürwiker Wasserturm, dem Stadion Flensburg-Mürwik und den Tennisplätzen des Mürwiker Tennisclubs, mit weiteren Freizeiteinrichtungen wie beispielsweise Spielplätze sowie dem Venusberg, von dessen Hangfläche Sonwik mit der Marineschule zu erkennen ist.[87]
- Die Mürwiker Werkstätten, eine soziale Einrichtung in Fruerlund (siehe dort)
- Polizeistation Mürwik-Fruerlund[88] am Rande von Mürwik nach Fruerlund hin
- Ehemaliges Flottenkommando in Meierwik

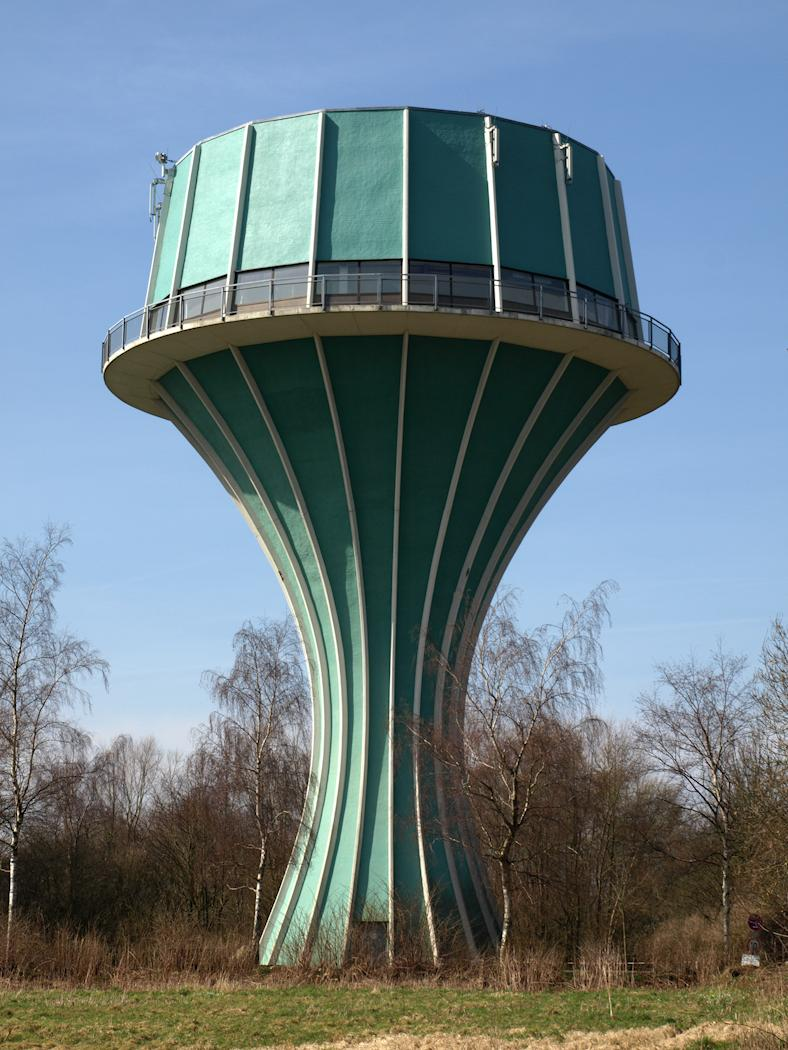
Das beliebte Ausflugsziel, der Mürwiker Wasserturm im Volkspark steht streng genommen im Stadtteil Fruerlund.
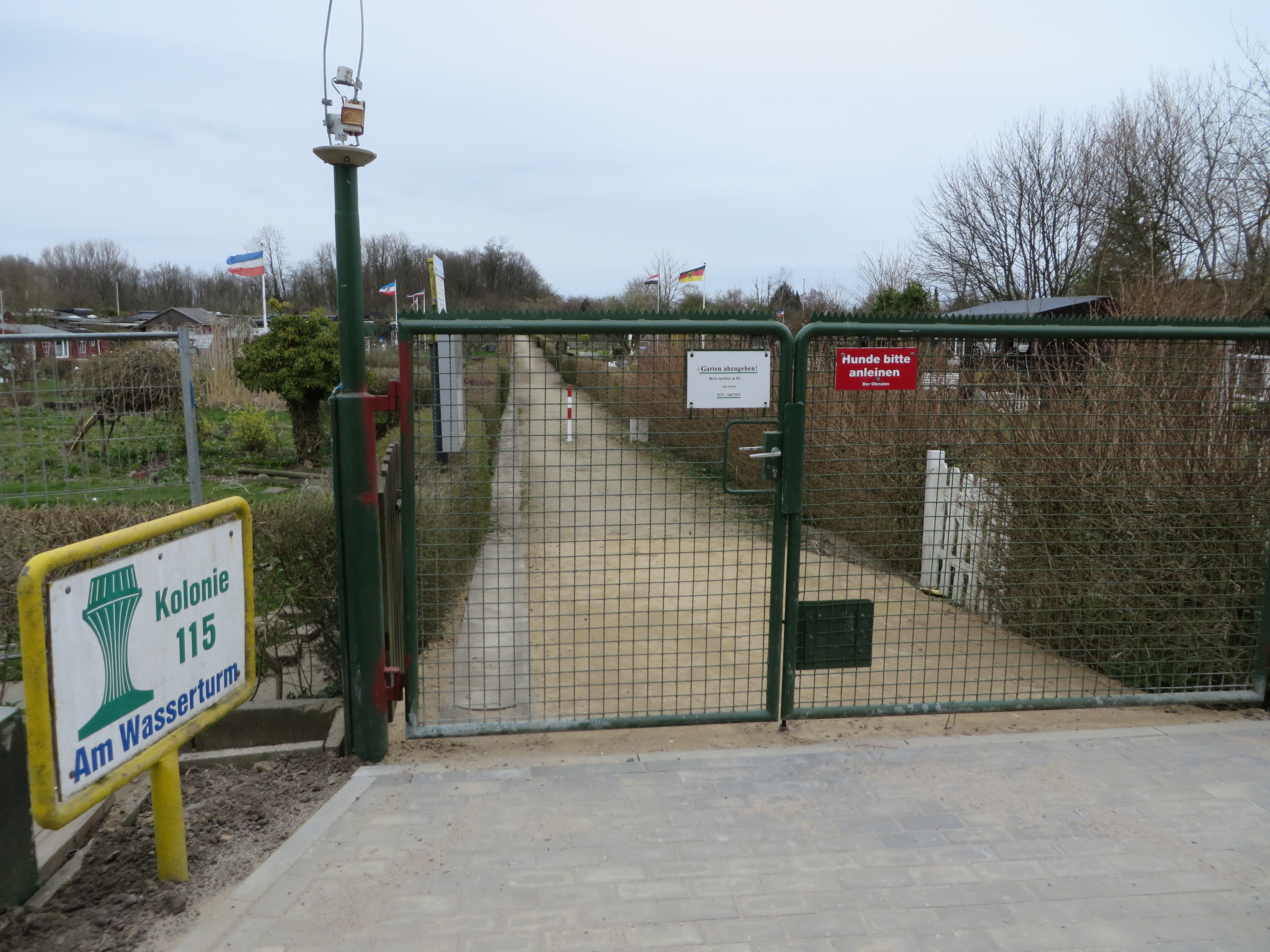
Gartenkolonie 115 am Wasserturm im Volkspark
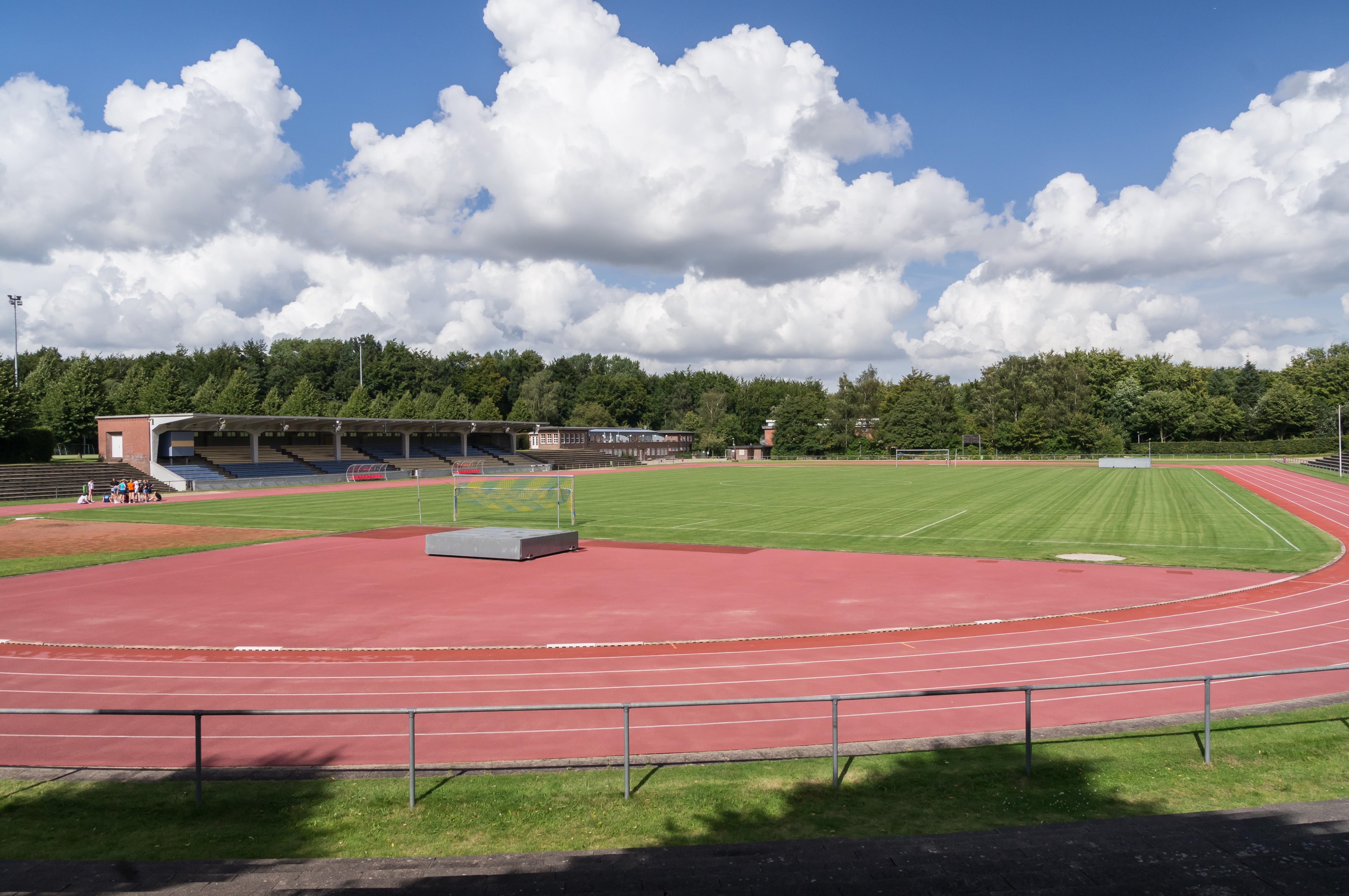
Das Stadion im Jahr 2012
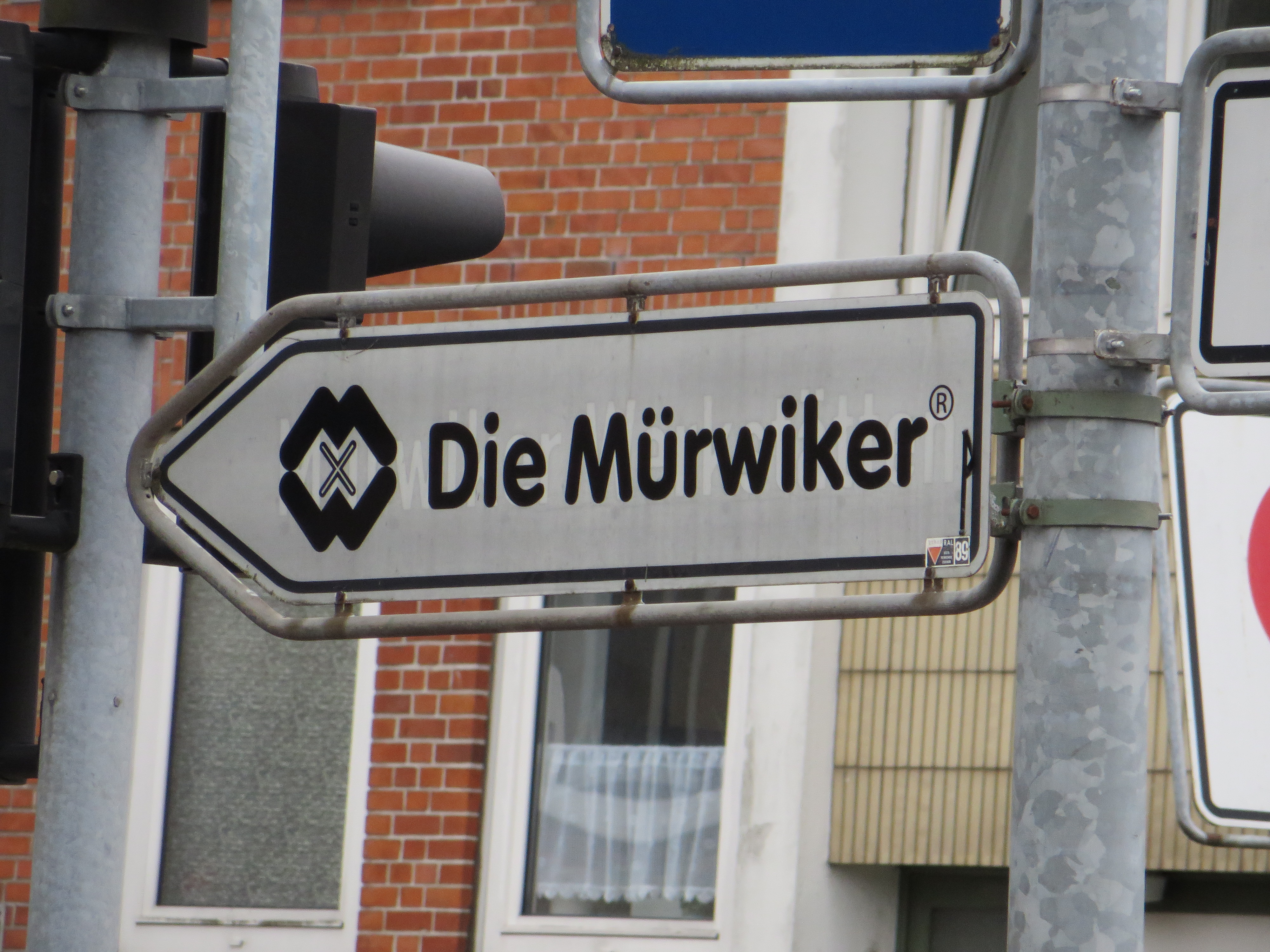
Hinweisschild zu den Mürwiker Werkstätten
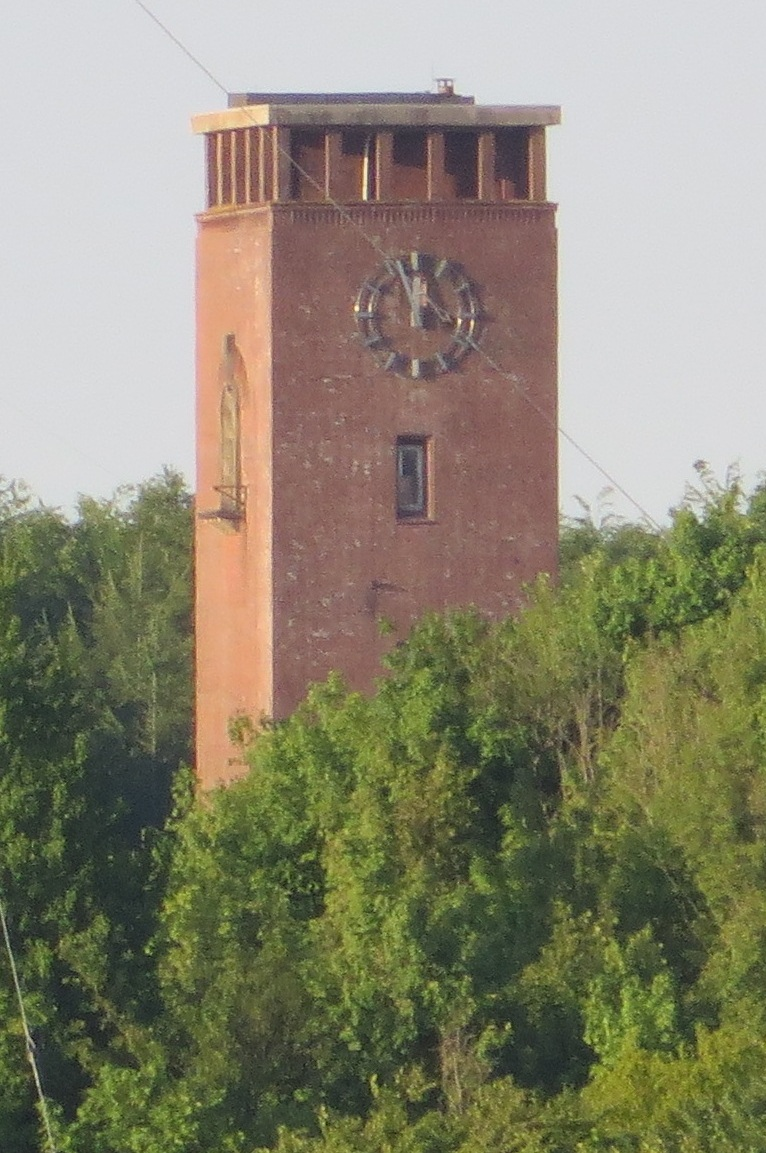
Uhrenturm des Flottenkommandos in dem mit Solitüde verwachsenen Meierwik

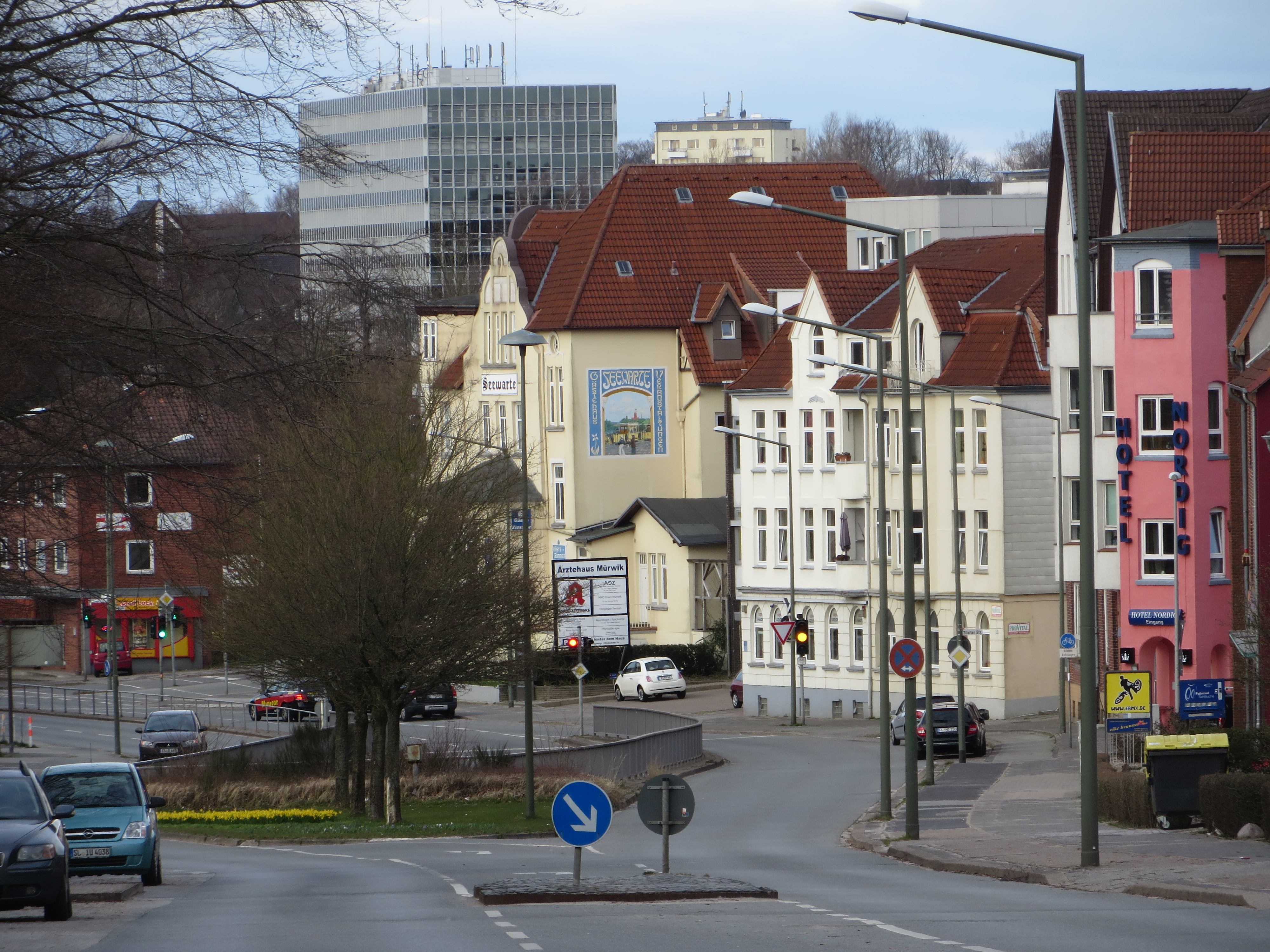
Blick über die Mürwiker Straße zum alten Mürwiker Zentrum bei der Seewarte mit dem KBA im Hintergrund (Foto 2015)

## Benennungen nach Mürwik
In Berlin existiert, genauso wie in Flensburg, eine Mürwiker Straße. Sie befindet sich dort im Ortsteil Lichterfelde. Der ursprüngliche Name des Ausflugschiffes Jens Albrecht, mit dem Heimathafen Horumersiel im Wangerland, das früher auf der Flensburger Förde kreuzte, ist Mürwik.
Im Jahre 1972 wurden bei Mürwik die gemeinnützige GmbH Mürwiker Werkstätten gegründet, eine Gesellschaft, die Werkstätten, Wohnstätten sowie ambulant betreute Wohnenmöglichkeiten für Mitmenschen mit Behinderungen betreibt. Die Gesellschaft nennt sich mittlerweile häufig verkürzt „Die Mürwiker“. Die Mürwiker Band, eine Band der Mürwiker Werkstätten veröffentlichte später Das Mürwiker Lied, in dem über den Arbeitsalltag der dort arbeitenden Mitarbeiter berichtet wird. Die Mürwiker Werkstätten haben mittlerweile an verschiedenen Orten Schleswig-Holsteins Standorte eröffnet.

## Wirtschaft und Infrastruktur

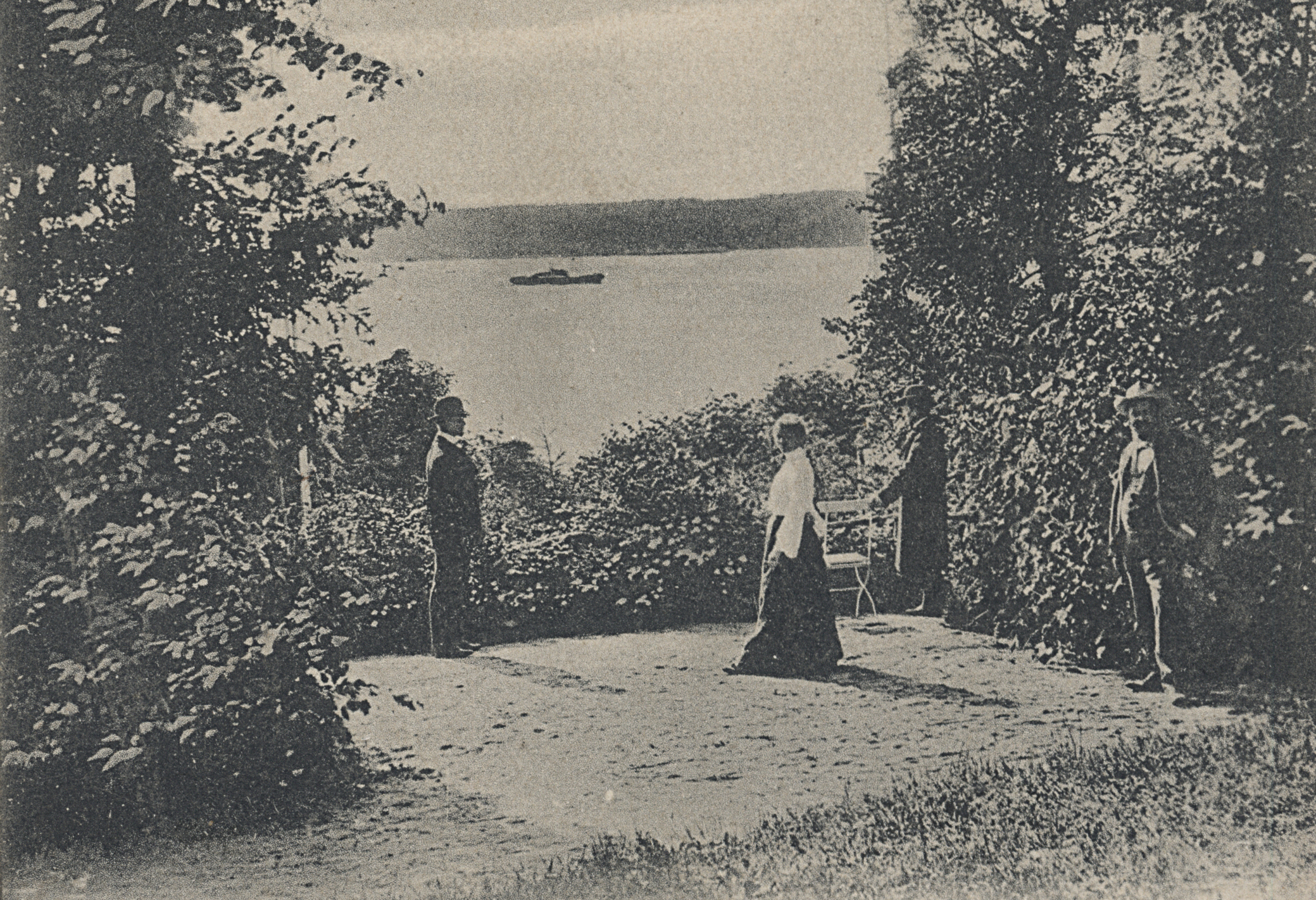
Blick von Mürwik auf die Flensburger Förde um 1900

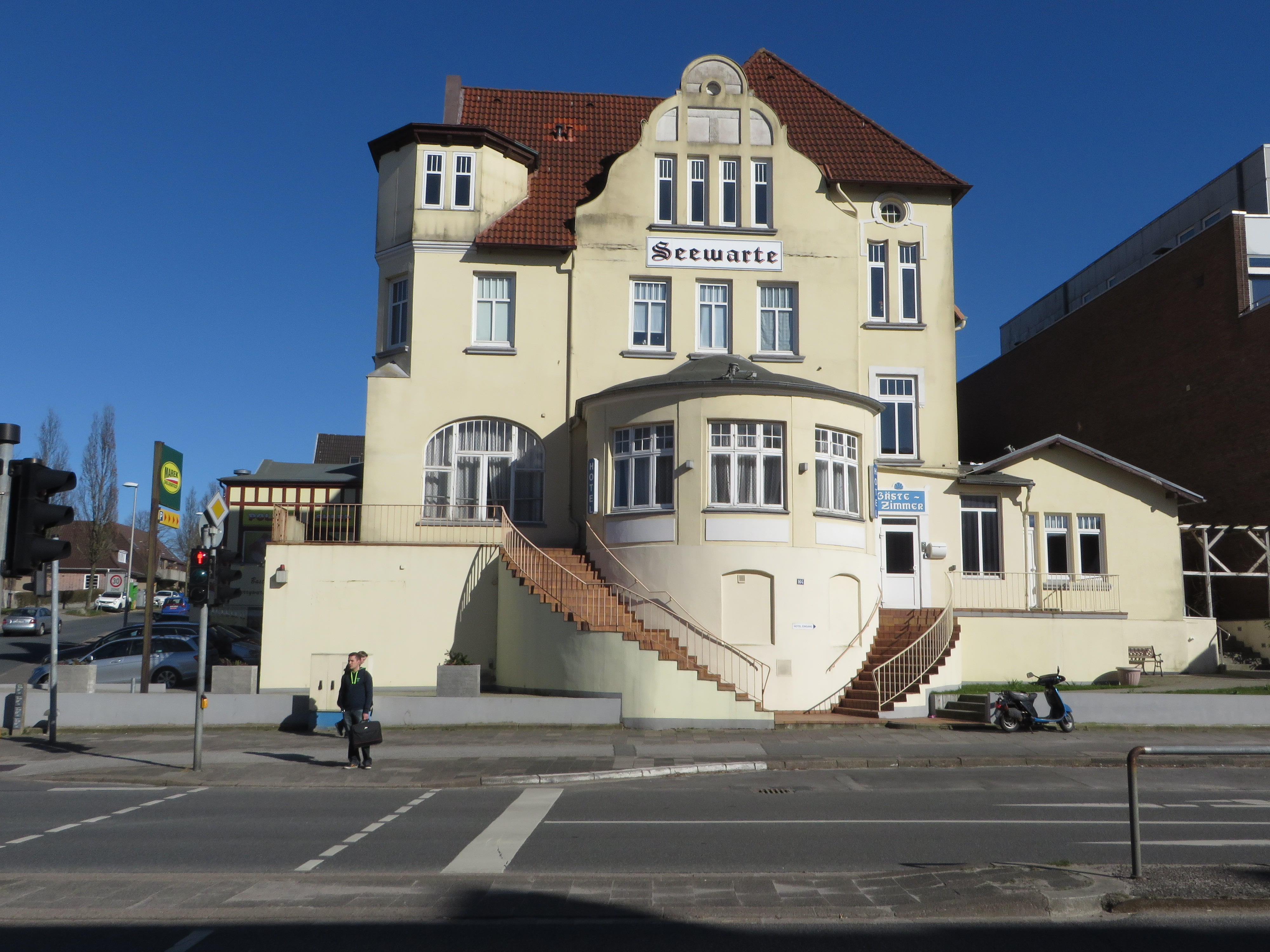
Das Hotel Seewarte, heute offenbar das älteste Hotel der Stadt (Foto 2015)

Noch bevor Mürwik sich zum bekannten Militärstandort entwickelt hatte, hatte es sich noch im 19. Jahrhundert zu einem beliebten Ausflugs- und Reiseziel mit zwei Hotels entwickelt. Für das erste Hotel war das Wohnhaus einer der Ziegeleien umgebaut worden. Es lag direkt an der Förde und erhielt den Namen Strand-Hotel (später Lindenhof). Als zweites Hotel war im letzten Viertel des 19. Jahrhunderts das Parkhotel errichtet worden. Es befand sich in der Swinemünder Straße 11 (offenbar auf der gegenüberliegenden Straßenseite des Parkhofs). Die beiden Hotels wurden aber im Zuge des Ausbaus des Stützpunktes offenbar in den 1930er Jahren abgerissen. Als drittes Hotel entstand 1906 offenbar das Hotel Seewarte. Die ersten beiden erwähnten Mürwiker Hotels existieren heute wie erwähnt nicht mehr, doch überdauerte im Falle des Parkhofs dessen benachbarter Konkurrent, das Hotel Seewarte, welches heute wohl das älteste Hotel der Stadt sein dürfte. Das Strandhotel fand in den Jahrzehnten nach dem Abriss keinen direkten Nachfolger, doch im Zuge der Konversion entstanden neue Hotelpläne für Mürwik. 2020 erfolgte am Fördeufer bei Sonwik, in dem Bereich, wo sich zuvor das Strandhotel befand, die Eröffnung des Hotel James. Außer diesen Hotels existiert noch das Hotel Nordic an der Mürwiker Straße, nicht weit entfernt von der Seewarte. Weitere Übernachtungsmöglichkeiten bieten am Rande des Volksparks die Flensburger Jugendherberge sowie das Hotel am Wasserturm. Neben den Hotels, Pensionen und Ferienwohnungen im Stadtteil Mürwik existieren ansonsten noch in der Flensburger Innenstadt eine ganze Anzahl von Hotels. In den restlichen Stadtteilen bestehen nur noch vereinzelt entsprechende Übernachtungsangebote. Unmittelbar bei Solitüde liegen mehrere Ferienhäuser. Im dort angrenzenden Meierwik befindet sich das renommierteste Hotel der Gegend, das 5 Sterne Vitalhotel Alter Meierhof, mit Blick auf die Förde sowie dem Strand von Solitüde.
Die Wirtschaft Mürwiks ist trotz der Konversion der 1990er Jahre noch weiterhin von der Marine geprägt. Die beiden in Mürwik ansässigen Schulen der Bundeswehr stärken somit weiterhin die Nachfrage. Zum einen innerhalb der gesamten Stadt, wie auch beim nahgelegenen Zentrum Mürwiks, dem Twedter Plack, das einzige wirklich größere Stadtteilzentrum der Stadt, das mit seiner Gestaltung und seiner Versorgungsfunktion Ähnlichkeiten zur Innenstadt hat.
Zu Mürwik gehört heute auch ein kleines Gewerbegebiet an der Nordstraße beim Mürwiker Stadtbezirk Wasserloos, das auf der Gegenüberliegenden Seite der Nordstraße bei Kauslund, dass zum Stadtteil Engelsby gehört, sich fortsetzt. Unweit, an der Straße liegt beim angrenzenden Vorort Wees ein weiteres Gewerbegebiet, dass von Flensburg, Wees und Glücksburg, gemeinsam betrieben wird.
Mürwik ist heute ein wichtiger Standort der großen Bäckereien der Stadt. 1924 wurde beim alten Zentrum Mürwiks, bei der Seewarte, die Bäckerei Hansen Mürwik GmbH gegründet. Heutzutage besitzt die Bäckerei Hansen Mürwik neben dem Stammhaus in Mürwik weitere zahlreiche Ladengeschäfte, die über die ganze Stadt verteilt sind, beispielsweise beim ZOB oder auch beim Holm, nahe dem Thingplatz. Gebacken wird seit 1999 offenbar hauptsächlich am neuen Standort im angrenzenden Wees. Die Klosterbäckerei, deren Stammhaus sich in der Flensburger Innenstadt, nahe dem Franziskanerkloster St. Katharinen am Südermarkt befindet, eröffnete am 27. März 2013 im Gewerbegebiet des Mürwiker Stadtbezirks Wasserloos einen neuen Backbetrieb mit Backstube zur Backwaren-Versorgung der Filialen der Bäckerei.
Das Diakonissenkrankenhaus Flensburg unterhält die Fördeklinik, die bis 2012 als eine Geburtsklinik der Stadt diente. Heute dient sie verschiedenen stationären Behandlungen. Am Stadtrandende der Osteralle befindet sich seit 2003 eine Rettungswache des Unternehmens Promedica, mit 22 Mitarbeitern, drei Krankenwagen vom Typ eines Mehrzweckfahrzeuges (MZF) sowie einer Einheit für den Katastrophenschutz.

## Schulen
Bei Mürwik befinden sich mehrere Schulen der Stadt. Das Schulgebäude der Ostseeschule Flensburg wurde schon in den 1930er Jahren errichtet. Dort wurden ursprünglich die Grundschüler und Volksschüler von Mürwik unterrichtet. Später entstand für die Grundschüler zudem die Schule Friedheim, im gleichnamigen Stadtbezirk. Das Fördegymnasium Flensburg am Rande von Fruerlund entstand erst in den 1960er Jahren. Die Gemeinschaftsschule Fridtjof-Nansen-Schule Flensburg wurde 1992 eingerichtet. Des Weiteren existieren noch die dänische Jens Jessen-Skolen, an der Ziegeleistraße, zwei Sonderschuleinrichtungen bei Fruerlund sowie das Abendgymnasium, das im Gebäude des Fördegymnasiums untergebracht ist.

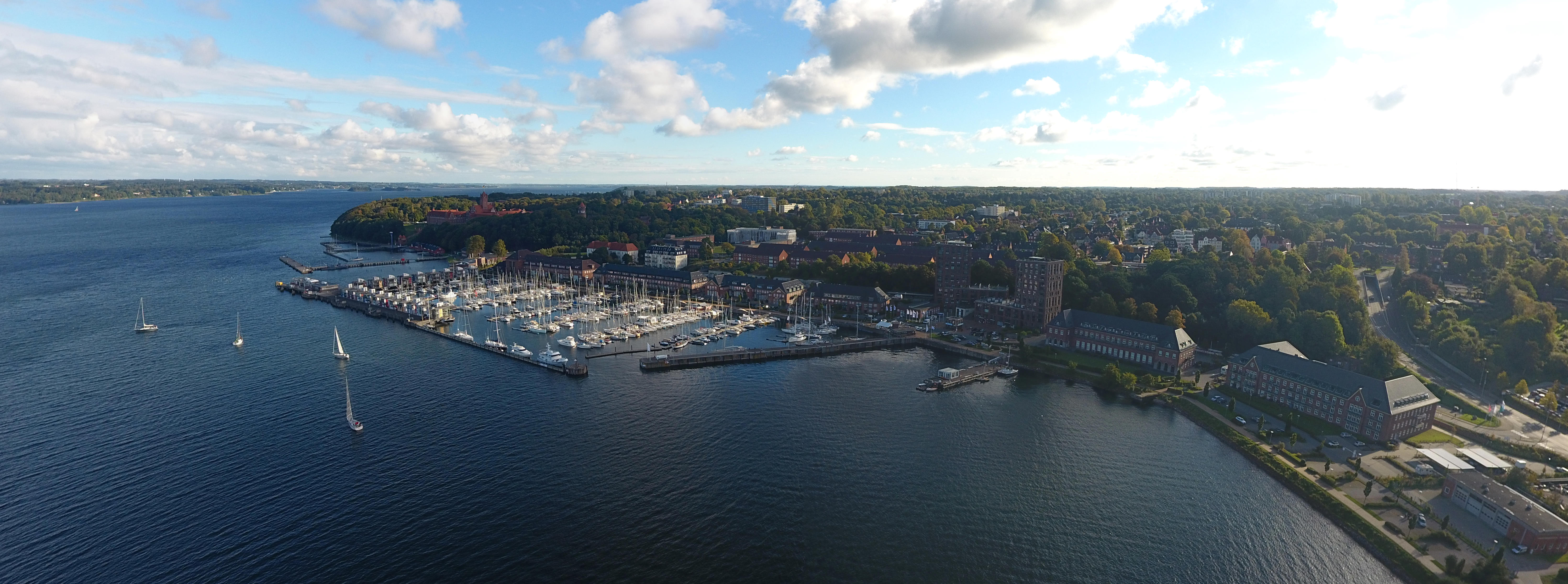
Blick von Sonwik über Mürwik hinweg (2016)